# Movimento LGBT
(Slogan dei manifestanti durante i Moti di Stonewall del 1969.)
Il movimento LGBT, conosciuto anche come movimento di liberazione omosessuale, è il nome collettivo attribuito alla serie di gruppi, organizzazioni e associazioni accomunati dal progetto di cambiamento della condizione sociale, culturale, umana, giuridica e politica delle persone omosessuali, bisessuali e transessuali.

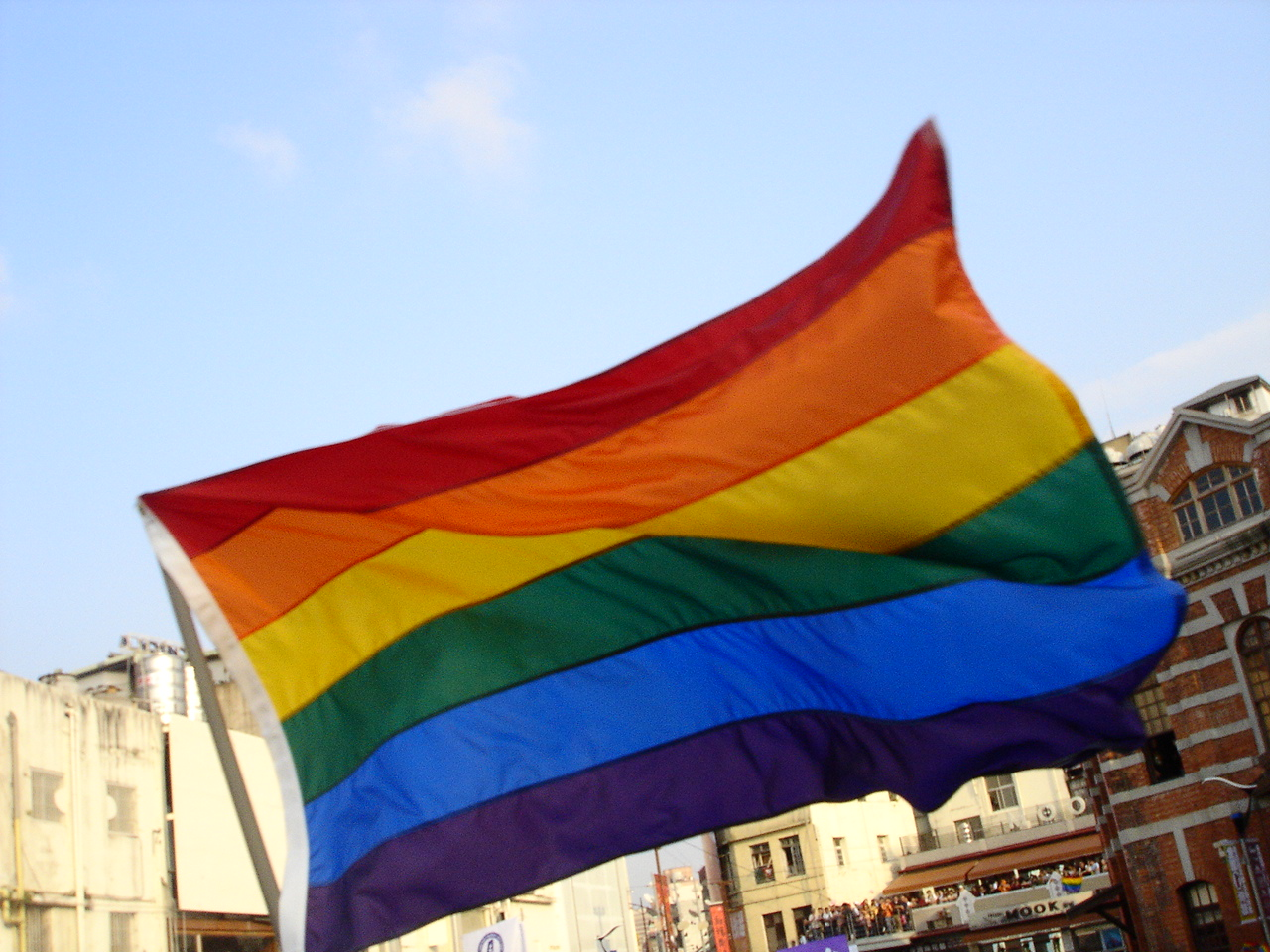
La bandiera arcobaleno, internazionalmente nota come Rainbow flag, simbolo del movimento LGBT.

Già alla fine del XIX secolo esistevano forme più o meno ufficiali di associazionismo omosessuale ma il movimento omosessuale contemporaneo nasce negli anni sessanta del XX secolo negli Stati Uniti d'America.

## Storia

### Le origini del movimento di liberazione omosessuale
Nel 1897 il sessuologo tedesco Magnus Hirschfeld, insieme a un ristretto gruppo di intellettuali, fondò a Berlino il Wissenschaftlich-humanitäres Komitee (comitato scientifico-umanitario) o WHK, considerato il primo gruppo organizzato della storia del movimento omosessuale. Hirschfeld aveva approfondito la teoria del drittes Geschlecht (terzo sesso) elaborata nella seconda metà del XIX secolo da Karl Heinrich Ulrichs, che per primo aveva coniato alcuni termini per descrivere i differenti orientamenti sessuali come Urning (gay), Urninds (lesbica), Uranodionings (bisessuale) e Zwitter (ermafrodito). Strettamente collegato all'Institut für Sexualwissenschaft, il WHK aveva come scopo principale la mobilitazione dell'opinione pubblica contro il paragrafo 175, che puniva con la reclusione l'omosessualità. Il WHK aveva sedi in 25 città tedesche, austriache e olandesi. Il Comitato guidato da Hirschfeld, riuscì a raccogliere oltre 5000 firme per abolire il paragrafo 175 tra i più importanti intellettuali residenti in Germania dell'epoca. Tra i firmatari, Albert Einstein, Hermann Hesse, Thomas Mann, Rainer Maria Rilke e Lev Tolstoj.
La petizione venne portata all'attenzione del Reichstag nel 1898, ma venne appoggiata solo da una minoranza del Partito Socialdemocratico di Germania, stimolando il Hirschfeld a utilizzare una controversa strategia di "outing" - cioè obbligare alcuni eminenti legislatori segretamente omosessuali a uscire allo scoperto e prendere una chiara posizione.
La petizione continuò a essere discussa dal Parlamento e cominciò a realizzare progressi negli anni venti, poco prima che l'ascesa in Germania del partito nazionalsocialista bloccasse ogni speranza di riforma. Nel 1921 Hirschfeld organizzò il Primo congresso per la riforma sessuale (a cui partecipò per l'Italia Aldo Mieli), che portò successivamente alla formazione di una Lega mondiale per la riforma sessuale. I congressi di questa organizzazione si tennero a Copenaghen (1928), Londra (1929), Vienna (1930) e Brno (1932).
Hirschfeld morì poco prima dello scoppio della Seconda guerra mondiale. Il suo principale collaboratore, Kurt Hiller, fu internato in un campo di concentramento. Riuscì a sopravvivere e, dopo la fine della guerra, nel 1955, rientrò ad Amburgo dove cercò di rifondare il WHK, senza riuscire a ottenere gli appoggi necessari. Era, di fatto, stata superata l'idea di un "comitato scientifico" formato da eterosessuali che avesse lo scopo di dimostrare la non patologicità degli orientamenti sessuali differenti da quello eterosessuale e da lì a poco sarebbero emerse le rivendicazioni di diritti da parte di gruppi costituiti da persone dichiaratamente omosessuali e transessuali.

### Lo sterminio nazista e la persecuzione sovietica
Durante la Seconda guerra mondiale, gli omosessuali furono vittime della persecuzione nazista insieme a ebrei, rom, sinti e disabili, in quello che è stato definito Omocausto. Perseguitati prima attraverso la prigionia e la sterilizzazione forzata, prevista dal Paragrafo 175, cominciarono poi a essere deportati nei campi di concentramento, dove venivano identificati con un triangolo rosa cucito sulla giacca all'altezza del petto. A partire dal 1943 le SS iniziarono il “Programma di sterminio attraverso il lavoro forzato” specificatamente progettato per condurre alla morte omosessuali e criminali. Il numero di persone omosessuali deportati non è mai stato accertato, si ipotizzano centomila omosessuali vittime del nazismo di cui 60.000 scontarono la pena in carcere, e dai 10.000 ai 15.000 furono internati nei campi di concentramento.

Contemporaneamente, in URSS, dopo l'iniziale tolleranza e il sostegno al movimento di Magnus Hirschfeld, con l'abolizione delle leggi repressive del periodo zarista, nel 1934, per intervento diretto di Stalin, viene introdotta una legge che punisce l'omosessualità con una reclusione fino a otto anni. La stampa intraprese una dura campagna contro l'omosessualità, definita come un sintomo della "degenerazione della borghesia fascista" cui seguì una persecuzione molto vicina a quella contemporanea in Germania, con la deportazione di migliaia di omosessuali in Siberia.

### Il secondo dopoguerra e ilmovimento omofilo
Nel corso della seconda guerra mondiale tutte le speranze del movimento omosessuale furono ovviamente annientate. Subito dopo la fine del conflitto, iniziarono una serie di iniziative e nacquero una serie di gruppi costituiti, per la prima volta, da omosessuali dichiarati, che avevano come scopo fondamentale la depatologizzazione dell'omosessualità. Il movimento in questa fase viene comunemente indicato come "Movimento omofilo". Si trattava di gruppi "moderati" (venne per questo coniato il termine "omofilia" al posto di omosessualità, a loro parere connotato troppo negativamente per la presenza al suo interno del termine "sessualità"), che chiedevano l'integrazione degli "omofili" nella società così come essa era (il movimento gay chiederà il cambiamento della società in modo tale da poter integrare anche coloro che erano giudicati "marginali").
Nei Paesi Bassi i membri della sezione locale del WHK sopravvissuti al conflitto diedero vita, nell'immediato dopoguerra, al primo gruppo omofilo, tuttora esistente col nome di COC. In Svizzera il gruppo Der Kreis, fondato su ispirazione del WHK, continuò ad operare per tutto il periodo della guerra e dopo, costituendo così di fatto l'unico, prezioso anello di congiunzione fra il periodo pre e post-bellico.
In Francia nacque Arcadie, gruppo costituito da intellettuali che pubblicava anche una rivista, principale riferimento anche in Italia e a cui collaborarono Maurizio Bellotti, Massimo Consoli e lo scrittore Giovanni Comisso. Parteciparono alle attività di Arcadie, tra gli altri, Michel Foucault e Jean Cocteau, prima di prendere parte alla fase più militante del movimento omosessuale francese entrando nel Fhar (Fronte omosessuale di azione rivoluzionaria), fondato nel 1971 e alle cui attività contribuì anche il filosofo Jean-Paul Sartre.
Nel Regno Unito venne fondata la Homosexual Law Reform Society, come risposta al Wolfenden report, del 1957. La maggior parte dei suoi soci erano eterosessuali. Negli Stati Uniti nacquero la Mattachine Society a New York e la Daughters of Bilitis a San Francisco, quest'ultima prima associazione di sole donne lesbiche.

### Nascita del movimento omosessuale contemporaneo
La nascita del movimento omosessuale contemporaneo, caratterizzato da una maggiore connotazione "rivoluzionaria", si inserisce a pieno nella fase delle rivendicazioni del movimento sessantottino, di cui fece propria la volontà di cambiamento della società in favore di una maggiore libertà di scelta e del riconoscimento della dignità di ogni persona. La data simbolica di inizio del movimento omosessuale contemporaneo è il 28 giugno 1969. In quella data, in un bar gay del Greenwich Village a New York, lo Stonewall Inn, all'ennesimo tentativo della polizia di disperdere i clienti, questi si ribellarono, scatenando quelli che sono passati alla storia come Moti di Stonewall. Simbolo della rivolta di Stonewall divenne Sylvia Rivera, la ragazza transgender che, a quanto sembra, per prima si ribellò gettando una bottiglia contro la polizia.
La lettura storica dell'evento collega direttamente la rivolta di Stonewall alle rivolte del Sessantotto e alle rivendicazioni libertarie del movimento sessantottino americano. Il Greenwich Village era tra l'altro il cuore della controcultura americana in quegli anni e luogo prediletto per la comunità hippie newyorchese.
Prima del 1965, l'identità dei presenti nei bar gay al momento della retata veniva registrata dalla polizia, e in alcune occasioni venne anche pubblicata sui quotidiani. Talvolta si caricavano sui cellulari quanti più avventori possibile. All'epoca, la polizia usava tutti i motivi che riusciva a escogitare per giustificare un arresto con accuse di "indecenza", tra cui: baciarsi, tenersi per mano, indossare abiti del sesso opposto, o anche il semplice essersi trovati nel bar al momento dell'irruzione.
È importante guardare a prima del 1969 ed esaminare il diverso atteggiamento esistente a New York nei confronti dei bar gay e dei diritti gay. Nel 1965 salirono alla ribalta due figure importanti. John Lindsay, esponente del Partito Repubblicano, venne eletto sindaco di New York con una piattaforma riformatrice. Dick Leitsch divenne presidente della Mattachine Society a New York, all'incirca nello stesso periodo. Leitsch era considerato relativamente militante rispetto ai suoi predecessori, e credeva nelle tecniche di azione diretta comunemente usate da altri gruppi per i diritti civili degli anni 1960.
All'inizio del 1966, a causa delle lamentele della Mattachine, erano cambiate le politiche per cui la polizia stava in strada anche per incastrare i gay e accusarli di atteggiamenti osceni. Il commissario, Howard Leary, istruì le forze di polizia perché non adescassero i gay spingendoli a infrangere la legge e richiese inoltre che ogni poliziotto in borghese avesse un civile come testimone quando veniva arrestato un gay. Ciò pose quasi fine al cosiddetto entrapment (la pratica dell'adescamento con lo scopo di arrestare) dei gay con tali accuse a New York.
Nello stesso anno, allo scopo di sfidare la State Liquor Authority (SLA) sulle sue politiche circa i bar gay, Dick Leitsch condusse un "sip in" (il termine deriva da "sit in", e sip significa "sorseggiare"). Leitsch aveva avvisato la stampa e progettato un incontro in un bar con altri due uomini gay (un bar poteva vedersi revocata la sua licenza di vendita dei liquori se serviva da bere volontariamente a un gruppo di tre o più omosessuali); per verificare la politica della SLA sulla chiusura dei bar. Quando il barista del Julius li mandò via, essi reclamarono davanti alla commissione cittadina per i diritti umani. A seguito del "sip in", il presidente della SLA dichiarò che il suo dipartimento non proibiva la vendita di liquori agli omosessuali.
Inoltre, l'anno seguente, due distinte sentenze giudiziarie dichiararono che erano richieste "prove sostanziali" per poter revocare una licenza per gli alcolici. I baci tra due uomini non erano più considerati comportamento indecente. Il numero di bar gay a New York crebbe stabilmente dopo il 1966.
Così, se nel 1969 i bar gay erano legali, perché allora ci fu l'irruzione allo Stonewall Inn? John D'Emilio, storico gay statunitense, fa notare che la città era nel mezzo di una campagna per l'elezione del sindaco e John Lindsay, che aveva perso le primarie del suo partito, aveva motivo di chiedere un repulisti dei bar della città. Lo Stonewall Inn forniva pretesti per un intervento della polizia. Operava senza licenza per i liquori, aveva legami con il crimine organizzato, e forniva dei "go-go boys" scarsamente abbigliati come intrattenimento.
Il vice ispettore Seymour Pine, che guidò l'incursione nel bar della prima notte, sostenne che gli venne ordinato di chiudere lo Stonewall Inn perché era il luogo principale ove raccogliere informazioni sugli uomini gay che lavoravano a Wall Street: un incremento nel numero di furti organizzati in aziende di intermediazione di Wall Street aveva portato la polizia a sospettare che dietro a questi furti ci fossero gay che venivano ricattati.

### I moti di Stonewall
I moti di Stonewall furono una serie di conflitti violenti fra gli omosessuali e gli ufficiali di polizia di New York. Iniziarono venerdì 27 giugno 1969 all'1:20, quando la polizia irruppe nel locale Stonewall Inn, un gay bar aperto senza autorizzazione. Stonewall è considerato una svolta per il movimento per i diritti LGBT di tutto il mondo.
La polizia inviò rinforzi composti dalla Tactical Patrol Force, una squadra anti-sommossa originariamente addestrata per contrastare i dimostranti contro la Guerra del Vietnam. Le squadre anti-sommossa arrivarono per disperdere la folla, ma non riuscirono nel loro intento e vennero bersagliate da pietre e altri oggetti. Ad un certo punto si trovarono di fronte a una fila di drag queen che li prendeva in giro cantando:
We are the Stonewall girls

We wear our hair in curls

We wear no underwear

We show our pubic hair

We wear our dungarees

Above our nelly knees!
Siamo le ragazze dello Stonewall

abbiamo i capelli a boccoli

non indossiamo mutande

mostriamo il pelo pubico

e portiamo i nostri jeans

sopra i nostri ginocchi da checche!

Alla fine la situazione si calmò, ma la folla ricomparve la notte successiva. Le schermaglie tra rivoltosi e polizia proseguirono fino alle 4 del mattino. Il terzo giorno di rivolta si svolse cinque giorni dopo la retata allo Stonewall Inn. In quel mercoledì, 1.000 persone si radunarono al bar e causarono gravi danni alle cose. La rabbia contro il modo in cui la polizia aveva trattato i gay nei decenni precedenti affiorò in superficie. Vennero distribuiti volantini con la scritta "Via la mafia e gli sbirri dai bar gay!". Il poeta della Beat Generation Allen Ginsberg, apertamente omosessuale, celebrò con una frase fatidica quanto era accaduto: 
Dopo Stonewall, cambiò profondamente la storia del movimento omosessuale. Iniziò una fase militante, con la nascita di associazioni che muovevano rivendicazioni chiare in modo manifesto. Simbolo della nuova fase del movimento di liberazione omosessuale divenne la Gay Pride parade, che cominciò a tenersi nelle varie città degli Stati Uniti e poi del mondo nella data dei moti di Stonewall, il 28 giugno. La provocazione divenne uno strumento attraverso cui scuotere l'opinione pubblica e rivendicare il diritto alla felicità.

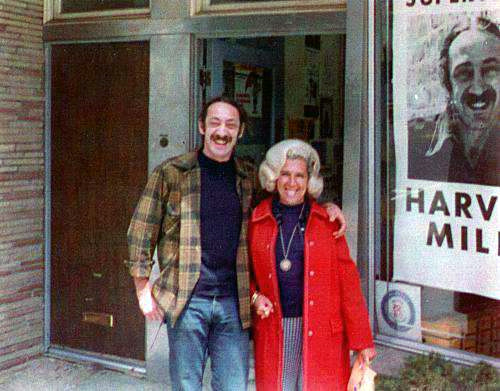
Harvey Milk davanti al suo negozio di fotografia a Castro nel 1973, durante la sua prima campagna elettorale

### Harvey Milk e l'inizio della battaglia per i diritti
Dopo la fase delle lotta per i diritti fondamentali, a partire dalla fine degli anni novanta l'attenzione del movimento gay si concentra, in tutti i paesi del mondo, sulla rivendicazione di diritti quali il riconoscimento civile delle coppie omosessuali e l'adozione per i gay. La lotta inizia negli Stati Uniti, prima con l'impegno di singoli attivisti e poi con la creazione di associazioni ad hoc. Nel 1977, Harvey Milk, attivista omosessuale, eletto supervisor di San Francisco si batté in difesa di una legge per i diritti dei gay della Città. Fu inoltre decisivo nel rigetto della Proposition 6, supportata dal senatore dello Stato, Briggs, che avrebbe permesso il licenziamento degli insegnanti dichiaratamente gay in base alla loro identità sessuale. Milk dibatté pubblicamente con Briggs sull'argomento, rivelando arguzia e personalità di fronte alla nazione. Si trattò del primo caso di uomo delle istituzioni attivamente impegnato per il movimento. Viene però assassinato nel 1978. Di fatto bisognerà aspettare la seconda metà degli anni novanta perché si inizi a parlare di unioni civili per i gay, con la creazione dell'associazione Human Rights Campaign (HRC).

### Anni ottanta del XX secolo: l'AIDS e la lotta contro il pregiudizio

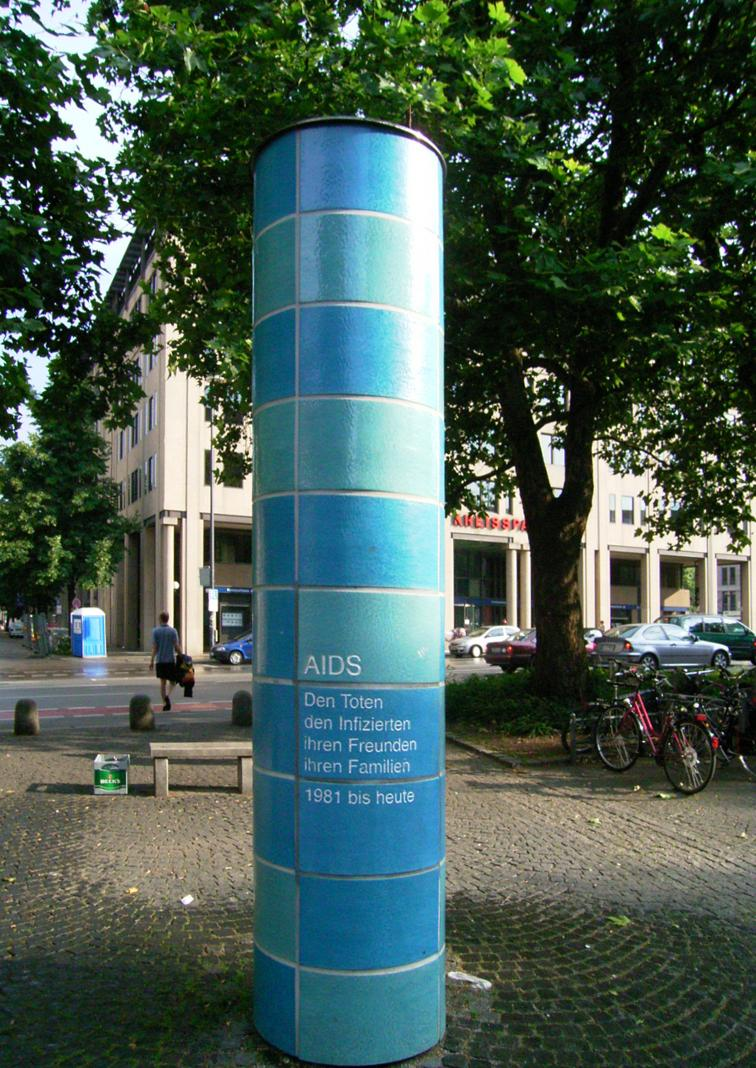
Il monumento all'AIDS a Monaco di Baviera

Negli anni ottanta il percorso di liberazione dovette fare i conti con l'epidemia della AIDS, che proprio in quel periodo iniziò a fare le prime vittime. La data ufficiale che segnò l'inizio dell'epidemia della Sindrome da Immunodeficienza Acquisita fu il 5 giugno 1981, quando il centro per il monitoraggio e la prevenzione delle malattie degli Stati Uniti identificò un'epidemia di pneumocistosi polmonare dovute al virus dell'HIV in cinque uomini gay di Los Angeles.
Benché la sindrome fosse stata chiamata inizialmente GRID, acronimo di Gay-Related Immune Deficiency (immunodeficienza dei gay), le autorità sanitarie si accorsero ben presto che non v'era alcuna prova di un legame tra l'omosessualità e la trasmissione del virus:  quasi metà dei soggetti colpiti dalla malattia non era omosessuale. In seguito, gli studi accertarono che il virus si trasmetteva perlopiù attraverso i rapporti sessuali e che l'iniziale maggiore diffusione del virus nella comunità omosessuale era dovuto al minor uso di precauzioni, più diffuso invece tra le coppie eterosessuali per motivi anticoncezionali.
Nell'opinione pubblica, tuttavia, si diffuse l'opinione che l'AIDS fosse correlato all'omosessualità; ciò, anche per effetto della propaganda di alcune Chiese, soprattutto negli Stati Uniti, che diffusero la convinzione che la malattia fosse una "punizione di Dio" verso i gay. Ad alimentare questa idea la morte per Aids di diversi esponenti del mondo della cultura e dello spettacolo notoriamente omosessuali: Nel 1985 morì l'attore americano Rock Hudson, nel 1990 il pittore della Pop art Keith Haring, nel 1991 il cantante dei Queen, icona degli anni ottanta, Freddie Mercury, nel 1993 il ballerino di fama internazionale Rudol'f Nureev e l'anno successivo lo stilista Franco Moschino. Alla morte di Nureev, il Times pubblicò in prima pagina un articolo sull'AIDS dal titolo "The lost generation" ("La generazione perduta").
Per tutti gli anni ottanta e fino alla metà degli anni novanta quello dell'AIDS divenne il tema principale da affrontare per la comunità omosessuale, prima americana e poi internazionale. Tutte le principali associazioni diedero vita a campagne che allo stesso tempo puntavano a promuovere l'uso del preservativo e combattere la falsa credenza che il virus colpisse solo gli omosessuali, oltre a tutti i pregiudizi che si andavano diffondendo nei confronti dei malati.

In Italia, i primi casi di AIDS iniziarono a registrarsi nel 1985. Le istituzioni, diversamente da quanto stava accadendo nel resto del mondo, rimasero per lungo tempo indifferenti al problema. Solo nel 1988 fu emanata una direttiva del Ministero della Sanità che prevedeva il controllo delle sacche di sangue per la trasfusione, e nello stesso anno viene commissionata dal Ministero la prima campagna sull'AIDS, in cui non veniva fatto nessun riferimento esplicito all'uso del preservativo. Il Ministro della sanità Carlo Donat-Cattin dichiarò pubblicamente: 
 Ruolo fondamentale acquisirono dunque le associazioni omosessuali, in particolare la neonata Arcigay, che promossero campagne per l'uso del preservativo e cominciarono ad offrire servizi di assistenza alle persone sieropositive.

### Gli anni 2000 e la lotta per i diritti civili

#### Istituzione dellaGiornata internazionale contro l'omofobia e la transfobia
Nel 2007, in seguito ad alcune dichiarazioni di autorità polacche contro la comunità LGBT, l'Unione europea ha istituito ufficialmente la Giornata internazionale contro l'omofobia e la transfobia sul suo territorio. Alcuni estratti del testo approvato:
(art 8)
(art 7)
Alla fine degli anni '90, un altro fatto di cronaca accentra l'attenzione degli USA sul problema della creazione di leggi a tutela degli omosessuali. Matthew Shepard, un ventunenne gay, viene ucciso da due ragazzi in una località vicino a Laramie, Wyoming, la notte tra il 6 ottobre e il 7 ottobre 1998. Vennero arrestati due ragazzi, che confessarono l'omicidio. La strategia della difesa dei due fece molto scalpore, appellandosi al cosiddetto gay panic, ossia il panico di un eterosessuale nel ricevere attenzioni da un omosessuale, come attenuante da tenere in considerazione. Al processo, che portò alla condanna di due ragazzi a due ergastoli senza possibilità di riduzione della pena, e ai funerali di Shepard un gruppo di oppositori omofobi, capeggiati dal pastore della Chiesa Battista Fred Phelps, protestarono con cartelli e slogan con scritte come «Matt Shepard marcisce all'inferno», «L'Aids uccide i finocchi morti» e «Dio odia i froci». Il fatto, e soprattutto le violente posizioni emerse nella società contro gli omosessuali, scossero l'opinione pubblica.
Coretta Scott King, vedova di Martin Luther King, scrisse a Judy Shepard, madre del ragazzo ucciso, esprimendo il proprio cordoglio e la speranza che i diritti civili includessero, in futuro, i diritti di gay e lesbiche..

#### Le unioni civili tra persone dello stesso sesso
Con l'avvento del 2000, i governi di diversi paesi del mondo iniziano a porsi il problema del riconoscimento dei diritti delle coppie omosessuali. Precorritrice nel regolamentare le unioni omosessuali è stata la Danimarca, nel 1989. Hanno successivamente riconosciuto attraverso il matrimonio o altri istituti giuridici le coppie omosessuali: Svezia (1994), Francia (1999, PACS), Paesi Bassi (2001), Germania (2001), Finlandia (2002), Belgio (2003), Croazia (2003), Spagna (2005), Irlanda (2005), Regno Unito (2005), Slovenia (2005), Repubblica Ceca (2006), Norvegia (2008), Svezia (2008), Portogallo (2010), Islanda (2010), Francia (2013, matrimonio), Grecia (2015) e Italia (2016).
Negli Stati Uniti, l'accesso al matrimonio è competenza tradizionalmente delegata ai singoli Stati. Attualmente, riconoscono le unioni omosessuali New York, Connecticut, Iowa, Massachusetts, New Hampshire, Vermont, California, Maine, New Jersey, Oregon, Distretto di Columbia, Rhode Island - Hawaii (solo unioni civili, è vietato l'uso del matrimonio). Con una sentenza del 25 giugno del 2013 la Corte Suprema degli Stati Uniti, giudicando incostituzionale il Defense of Marriage Act (DOMA), ha stabilito che i matrimoni gay contratti negli stati americani in cui sono permessi hanno valore legale in tutti gli stati americani.
Nel 2010, con l'introduzione del matrimonio omosessuale in Argentina, anche negli Stati dell'America Meridionale è iniziato il percorso di riconoscimento dei diritti delle coppie gay. Le unioni omosessuali sono poi state regolamentate anche in Brasile, Colombia, Ecuador, Uruguay e Guyana francese (parte della Francia), come nel distretto federale di Città del Messico e in Quintana Roo. In Asia-Oceania, il solo paese che ha cambiato la definizione di matrimonio è la Nuova Zelanda (2013).
Nel maggio 2012 Barack Obama diventa il primo Presidente degli Stati Uniti in carica a prendere ufficialmente posizione a favore del matrimonio per le coppie omosessuali, durante un'intervista concessa alla ABC. Nel gennaio 2013, lo stesso Obama diventa il primo Presidente a parlare dei diritti dei gay durante il discorso di insediamento alla Casa Bianca.

##### La situazione italiana
L'Italia è l'unico tra i paesi fondatori dell'Unione europea a non riconoscere il matrimonio tra persone omosessuali, mentre nel maggio 2016 il Parlamento ha approvato in via definitiva una legge che riconosce le unioni civili tra persone dello stesso sesso. Il primo tentativo di introduzione di una forma di regolamentazione delle coppie omosessuali è avvenuta nel 2007, con i cosiddetti DICO (Diritti e doveri delle coppie di conviventi), per iniziativa dell'allora Ministro per le pari opportunità Barbara Pollastrini. L'opposizione delle gerarchie ecclesiastiche, congiuntamente con il non accordo di forze della stessa maggioranza, fecero però cadere il disegno di legge poco prima che lo stesso Governo Prodi entrasse in crisi.

Il 15 marzo 2012 la Corte di cassazione, esprimendosi sulla richiesta di una coppia omosessuale sposata all'estero di vedere riconosciuto il matrimonio in Italia, pur negando tale riconoscimento in mancanza di leggi specifiche nello Stato italiano, dichiarò:
(Sentenza 4184/2012 della Corte di Cassazione)
Nell'aprile 2013 la Corte costituzionale, in occasione di una conferenza straordinaria sulle sue attività e attraverso il presidente Franco Gallo, richiamò alla necessità di legiferare in merito ai diritti delle coppie omosessuali, sostenendo:

La mappa della legislazione sugli omosessuali nel mondo: in blu, gli stati in cui è riconosciuto il matrimonio tra gay, in azzurro quelli in cui sono state introdotte altre forme di riconoscimento delle coppie dello stesso sesso, in marrone i paesi che puniscono con la pena di morte gli omosessuali, in arancione quelli in cui l'omosessualità è reato.

Le unioni civili tra persone dello stesso sesso vengono definitivamente introdotte nel 2016 con la cosiddetta legge Cirinnà, dal nome della deputata del Pd e prima firmataria Monica Cirinnà.

#### L'adozione per gli omosessuali
Il 24 gennaio 2008, la Corte europea dei diritti dell'uomo stabilisce che anche gli omosessuali hanno diritto ad adottare un bambino, aprendo la strada a leggi nazionali.
L'adozione da parte di coppie dello stesso sesso è legale in Regno Unito, Spagna, Svezia, Belgio, Paesi Bassi, Islanda, Israele e Francia.
Germania, Norvegia, Danimarca e Finlandia permettono la "stepchild-adoption" (traduzione letterale: "adozione del figliastro"), cioè permette ai partner di una unione civile di adottare i figli naturali (o adottati) che la/il partner avesse avuto da precedente matrimonio o unione. In Irlanda i single, sia omosessuali che eterosessuali, possono richiedere l'adozione.

#### Proposta ONU per la depenalizzazione dell'omosessualità
Nel 2008, 83 paesi firmano la Proposta dell'Unione Europea per una dichiarazione ONU che condanni formalmente le discriminazioni contro gli omosessuali presentata dalla Francia, che, all'art. 11, recita: 
A non firmare la risoluzione ONU per la depenalizzazione dell'omosessualità Iran, Arabia Saudita, Nigeria, Zimbabwe e Città del Vaticano.

## Il movimento omosessuale in Italia

### I precursori

#### Aldo Mieli

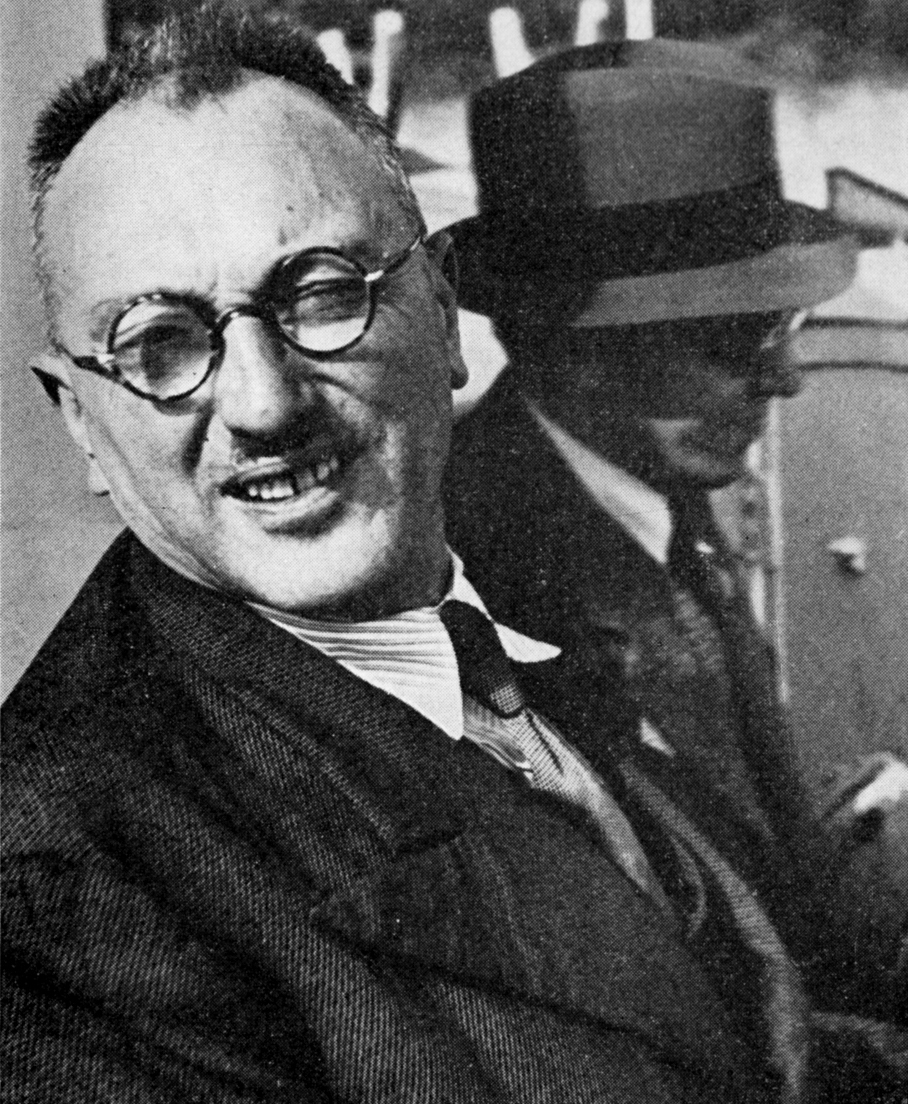
Aldo Mieli, tra i primi esponenti del movimento gay in Italia

Il primo vero tentativo di creare un movimento di liberazione omosessuale anche in Italia, sull'esempio di quello tedesco, fu compiuto da Aldo Mieli (1879-1950), che era in corrispondenza con Magnus Hirschfeld e fu non a caso il solo delegato italiano presente al primo Congresso mondiale sulla libertà sessuale tenutosi in Germania dopo la prima guerra mondiale.
I tempi non erano però favorevoli al progetto di Aldo Mieli, dato che la sua attività ebbe inizio, con la fondazione del periodico "Rassegna di studi sessuali", nello stesso anno della Marcia su Roma, nel 1922. Dopo aver cercato invano per qualche anno di portare avanti la sua battaglia senza entrare nel mirino del regime fascista, Mieli, che era anche antifascista ed ebreo, abbandonò il progetto e si rifugiò in Francia, nel 1926.

#### Bernardino Del Boca
Intellettuale e scrittore, punto di riferimento del movimento omofilo, a Del Boca (1919 - 2001) si deve la creazione della prima rubrica omosessuale in Italia, Sesso e Libertà, su un periodico pubblicato dall'anarchico milanese Pepe Diaz. Più tardi, tenterà senza successo di fondare una rivista, sull'esempio della Der Kreis svizzera, che avrebbe dovuto chiamarsi Tages. La creazione fu però impedita dalla dirigenza della DC da poco salita al potere. Collaboratore della rivista gay francese Futur, scrittore di talento riconosciuto, subì la censura delle istituzioni. Lo stesso Del Boca ricorda l'impegno dell'allora giovane militante della DC Oscar Luigi Scalfaro per impedire la pubblicazione della sua opera La lunga Notte di Singapore (1952).

### Le prime esperienze di associazionismo
Nell'immediato dopoguerra, superato il periodo di maggior potere della Democrazia Cristiana, che aveva avversato qualsiasi tentativo di associazionismo omosessuale, cominciarono a farsi spazio i primi attivisti e a nascere le prime associazioni. Il primo gruppo gay nato in Italia fu fondato da Massimo Consoli nel 1963 con il nome ROMA-1 (Rivolta Omosessuale Maschi Anarchici - prima fase). Nel gennaio 1972 l'associazione ROMA-1 cambia nome, diventando per un breve periodo Fronte Nazionale di Liberazione Omosessuale, quindi Rivolta Omosessuale.
Nel maggio del 1973 Consoli dà vita al CIDAMS (Centro Italiano per la Documentazione delle Attività delle Minoranze Sociali). Da questa esperienza di tipo sociologico, prenderanno le mosse iniziative di vario tipo: dal TIPCCO (Tribunale internazionale permanente per i crimini contro l'omosessualità) al premio Triangolo rosa che dopo l'uccisione di Pier Paolo Pasolini (2 novembre 1975) prenderà il nome del poeta.
Tra le iniziative dell'associazione, che resterà attiva fino al maggio del 1978, quella di aver aperto ufficialmente nel Pci la cosiddetta "questione omosessuale". Avvenne con una manifestazione sotto la sede del partito il 30 ottobre del 1976 che aprì le celebrazioni commemorative in onore di Pier Paolo Pasolini a un anno dal suo assassinio. Nel dicembre di quello stesso anno il TIPCCO organizza un contro-processo parallelo a quello ufficiale contro Pino Pelosi, l'assassino reo confesso del grande poeta massacrato a bastonate. Collaborano con Consoli in quegli anni Mario Mieli e Angelo Pezzana.

#### IlFuori!
Fuori! (o F.U.O.R. I. acronimo per Fronte Unitario Omosessuale Rivoluzionario Italiano), fondato nel 1971 da Angelo Pezzana, fu una delle prime associazioni gay in Italia. L'associazione, che aveva la sua sede principale a Torino, fondò presto (nel 1972) anche un suo giornale che portava lo stesso nome. La rottura con tutto quel che c'era stato fino a quel momento era netta e totale.
Angelo Pezzana enunciava in un editoriale sul primo numero del Fuori! quello che sarà il programma rivendicativo dell'associazione e di tutte quelle a venire: "Noi oggi rifiutiamo quelli che parlano per noi. (...) Per la prima volta degli omosessuali parlano ad altri omosessuali. Apertamente, con orgoglio, si dichiarano tali. Per la prima volta l'omosessuale entra sulla scena da protagonista, gestisce in prima persona la sua storia (...). Il grande risveglio degli omosessuali è cominciato. È toccato a tanti altri prima di noi, Ebrei, Neri (ricordate?), ora tocca a noi. Ed il risveglio sarà immediato, contagioso, bellissimo". Membri del comitato di redazione della rivista erano tra gli altri Angelo Pezzana, Mario Mieli e Alfredo Cohen.
La rivista viene pubblicata fino al 1982, seppure con periodicità irregolare (in dieci anni circa furono pubblicati una trentina di numeri). Nel novembre 1974 il Fuori! aderisce come tale al Partito Radicale, rinunciando all'idea di essere associazione di tutti gli omosessuali italiani per divenire un'associazione di omosessuali che si riconoscono nel Partito Radicale e nelle sue battaglie di libertà ed emancipazione. Mario Mieli in polemica con questa scelta, abbandona l'associazione. Nel 1976, per la prima volta, cittadini dichiaratamente omosessuali saranno candidati per il Partito Radicale. Il Fuori! si è ufficialmente sciolto nel 1982, al congresso di Vico Equense, su proposta di Angelo Pezzana.
Il 5 aprile 1972 ha luogo a Sanremo la prima manifestazione pubblica di omosessuali in Italia, per protesta contro il "Congresso internazionale sulle devianze sessuali" organizzato dal Centro italiano di sessuologia, di ispirazione cattolica. Alla manifestazione parteciparono una quarantina di persone appartenenti alle associazioni omosessuali aderenti: il Front homosexuel d'action révolutionnaire (FHAR) francese, il Mouvement Homosexuel d'Action Révolutionnaire (MHAR) belga, il Gay Liberation Front britannico, l'Internationale Homosexuelle Révolutionnaire (IHR), di recente costituzione, ed il Fuori! italiano. Tra gli esponenti italiani figurarono Angelo Pezzana, Mario Mieli e Alfredo Cohen. Vi partecipò anche Françoise d'Eaubonne.

#### Il delitto di Giarre e il riconoscimento della realtà omosessuale: la nascita di Arcigay
Il 31 ottobre 1980 a Giarre, avviene un fatto di cronaca nera che diventerà fondamentale per il movimento omosessuale italiano e porterà alla fondazione della prima branca di un circolo Arci esplicitamente dedicata alla realtà gay. Due ragazzi, Giorgio Agatino Giammona, 25 anni, e Antonio Galatola detto Toni, 15 anni, vengono trovati morti, mano nella mano, uccisi con un colpo di pistola alla testa. Tutti conoscevano i due ragazzi, che nel paese venivano chiamati "'i ziti" (i fidanzati), e che due settimane prima erano spariti da casa. A tutti apparve subito chiaro che i due erano vittime del pregiudizio omofobo. Nonostante non si sia mai arrivati all'individuazione di un colpevole, tutte le piste portarono a pensare che i due fossero stati uccisi dal nipote di Toni, allora tredicenne, su incarico delle famiglie e, sembra, con il benestare dei due ragazzi, convinti che non avrebbero mai potuto vivere serenamente. Il caso salì all'attenzione della stampa nazionale e per la prima volta l'opinione pubblica italiana dovette riconoscere l'esistenza di un problema di discriminazione contro gli omosessuali.
Come immediata conseguenza, si costituì il primo collettivo del Fuori! della Sicilia orientale. Un mese dopo a Palermo da un'idea di don Marco Bisceglia, un sacerdote apertamente omosessuale, e con la collaborazione di un giovane obiettore di coscienza, Nichi Vendola, Massimo Milani, Gino Campanella ed altri militanti fondano l'Arci-gay, la prima sezione dell'Arci dedicata ai gay, che si diffonderà di lì a poco in tutta Italia. Anche le donne femministe lesbiche diedero vita al primo collettivo lesbico siciliano Le Papesse.
Il delitto di Giarre mise di fatto il seme per la nascita del movimento omosessuale italiano contemporaneo. Di lì a poco, a Bologna, per la prima volta ci fu un riconoscimento ufficiale di un gruppo gay da parte delle istituzioni con la concessione da parte del Comune di una sede all'associazione Il Cassero, che porrà le basi per la nascita di Arcigay.

### Il movimento gay e la Chiesa cattolica italiana

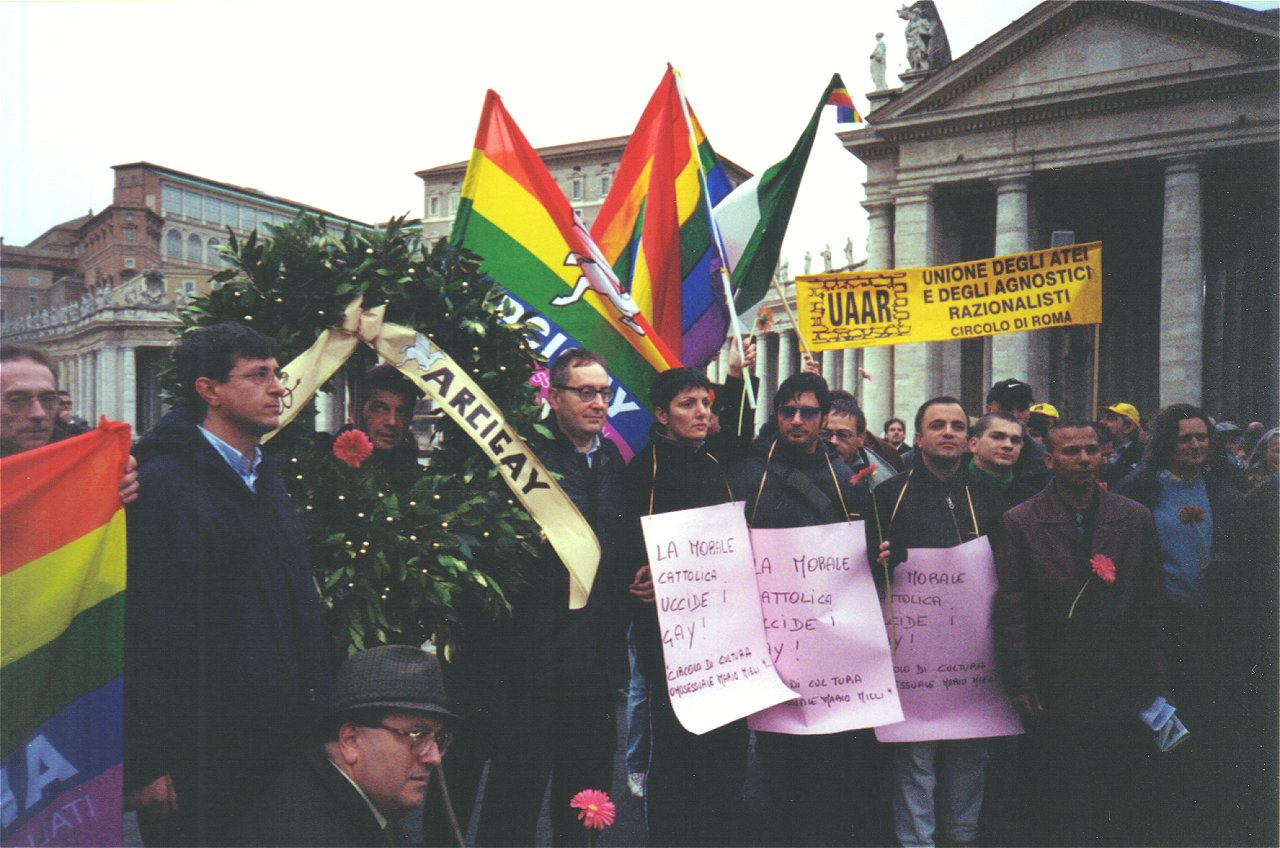
Commemorazione di Alfredo Ormando di fronte piazza S. Pietro nel gennaio 2001; si riconoscono Franco Grillini e Imma Battaglia

Il movimento omosessuale italiano si è confrontato dall'inizio con le posizioni espresse contro l'omosessualità dalla Chiesa cattolica apostolica romana in maniera molto più aspra di quanto non sia avvenuto negli altri paesi occidentali. Forti i contrasti fin dalla nascita del movimento gay italiano, che si dovette scontrare con la politica italiana fortemente clericale degli anni sessanta. La prima reazione della Chiesa cattolica allo sviluppo del movimento omosessuale è la Dichiarazione circa alcune questioni di etica sessuale emanata dalla Congregazione per la dottrina della fede nel gennaio 1976. In essa, dopo aver distinto tra omosessuali la cui tendenza [...] è transitoria e omosessuali [...] di istinto innato o di costituzione patologica, giudicata incurabile, indica per questi ultimi che: 
 Dieci anni più tardi, durante il pontificato di Giovanni Paolo II, la posizione della Chiesa cattolica nei confronti dell'omosessualità è espressa nel documento emanato dalla stessa Congregazione per la dottrina della fede, a firma cardinale Joseph Ratzinger, intitolato Cura pastorale delle persone omosessuali (De pastorali personarum homosexualium cura), che in merito stabilisce:

Ma i momenti di maggiore conflitto si registrano a partire dagli anni novanta, con il rafforzarsi del Movimento. Una serie di fatti hanno segnato la difficile convivenza tra la comunità LGBT e la Chiesa in Italia. Il 13 gennaio 1998 Alfredo Ormando, scrittore omosessuale con un passato in seminario, si cosparge di benzina e si dà fuoco in piazza San Pietro a Roma, per protesta contro l'omofobia della Chiesa. Ormando muore pochi giorni dopo in ospedale. Aveva consegnato una lettera alla sala stampa del Vaticano poco prima, ma questa non la divulgò dopo la morte sostenendo che Ormando non si fosse suicidato in segno di protesta contro la Chiesa cattolica. Lo scrittore aveva però inviato la lettera anche all'ANSA, che la rese pubblica. Nella lettera, Ormando scriveva ad un amico: 

Nel 2000, in occasione del World Pride di Roma, il papa condannò apertamente la manifestazione dalla finestra di Piazza San Pietro, affermando: 
Nell'aprile 2010, la Chiesa, attraverso il segretario di Stato Tarcisio Bertone, negando il legame tra celibato e pedofilia, sostiene quella tra pedofilia e omosessualità. Ne segue una forte polemica che vede coinvolti i principali esponenti del movimento italiano contro la Chiesa di Roma, accusata di omofobia.

### Il movimento omosessuale in Italia oggi

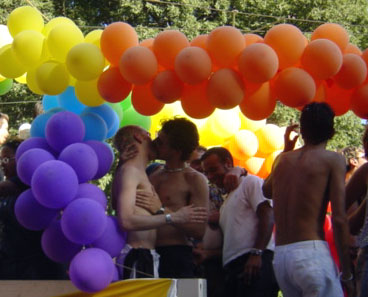
Carro del Gay Pride di Milano, 2003.

#### Associazioni

##### ArciGay e ArciLesbica
Il 3 marzo 1985, all'assemblea di Bologna dei circoli arcigay, questi decisero di unirsi in un'associazione nazionale, assumendo il nome di ArciGay. Il primo presidente dell'associazione fu Beppe Ramina, e segretario fu eletto Franco Grillini. Bologna fu scelta anche come sede nazionale dell'associazione, che fu ospitata al Cassero di Porta Saragozza, dal 1982 già utilizzato - in locazione dal Comune - dal Circolo Culturale 28 giugno, prima associazione di cultura omosessuale a usufruire di uno spazio pubblico.
Tra i primi atti della neonata associazione vi fu la collaborazione con il gruppo Abele di Torino alla stesura della prima opera italiana sull'AIDS (siamo nella seconda metà degli anni ottanta, in piena espansione del contagio), primo passo dell'impegno dell'ArciGay per diffondere la lotta alla sindrome da immunodeficienza acquisita, all'epoca molto diffusa soprattutto tra gli omosessuali maschi.
Per tutto il resto del decennio l'Arcigay si spese in iniziative di vario genere; tra le più rilevanti il convegno del 20 giugno 1986 a Roma, sul tema Omosessualità e Stato; il congresso nazionale del dicembre 1987, che elesse Franco Grillini alla presidenza dell'associazione; varie consulenze legislative a disegni e progetti di legge presentati in Parlamento, tra i primi dei quali vi fu quello del deputato socialista Alma Agata Cappiello del 1988, tendente a regolamentare le unioni omosessuali; altre iniziative riguardarono la regolamentazione delle unioni civili e la disciplina delle fattispecie di discriminazione basata sugli orientamenti sessuali.
Arcilesbica nasce nel dicembre 1996 dalla separazione di ArciGay in due distinti soggetti, autonomi ma federati, ed è costituita e composta esclusivamente da donne. Ha lo scopo specifico di occuparsi della discriminazione nei confronti delle donne omosessuali, pur occupandosi anche, ovviamente, della discriminazione basata sull'orientamento sessuale in genere. L'associazione fa propria, inoltre, la lotta femminista per il raggiungimento della totale parità tra i sessi.

##### Circolo di cultura omosessuale Mario Mieli
Il Circolo nasce nel 1983, l'anno della morte di Mario Mieli, dalla fusione delle associazioni 'Fuori' e 'Collettivo Narciso'. Si trova subito a dover fare i conti con l'epidemia di AIDS, offrendo in collaborazione con l'Ospedale Spallanzani di Roma la possibilità di fare il test i cui risultati venivano consegnati presso la sede dell'associazione (all'epoca a Piazza Vittorio Emanuele II) per andare incontro alla volontà di non esporsi pubblicamente. Dal 1989 offre un servizio di assistenza domiciliare per persone malate di AIDS, formato da uno staff di operatori, psicologi e assistenti sociali. Inoltre offre servizi di consulenza psicologica, assistenza legale, counseling telefonico, gruppi di auto-aiuto per persone sieropositive.
Dall'inizio degli anni novanta comincia a occuparsi di diritti e tutela delle persone LGBT. Dal 1990 organizza la festa di autofinanziamento Muccassassina, che diventa punto di riferimento per la comunità omosessuale e una delle serate più note in generale della capitale.

##### Iniziative anti-discriminazione
- Nel 2007 viene fondato il numero verde Gay Help Line 800 713 713, nato come servizio dell'Arcigay di Roma e oggi servizio dell'associazione Gay Center, polo associativo romano che comprende le più importanti associazioni LGBT della capitale. Il numero nasce in memoria di Paolo Seganti, prima vittima a cui è intitolata una targa contro l'omofobia in Italia.
- Nel 2012 viene fondata l'Associazione Nazionale Contro le Discriminazioni da Orientamento Sessuale, conosciuta anche con l'abbreviazione ANDDOS.
- Nel 2018 viene inaugurata la prima casa rifugio per persone #LGBT+ realizzata con il co finanziamento del Dipartimento della Gioventù ( PAC ) in un bene confiscato alla criminalità organizzata e gestito a Napoli dall'associazione i Ken. Il progetto è il Rainbow Center Napoli Pj Questa Casa non è un Albergo. All'inaugurazione la madrina Vladimir Luxuria,  Carlo Cremona (presidente i Ken), il Ministro Poletti (Beni Confiscati), l'ass. Chiara Marciani (Regione Campania), Alessandra Clemente (Comune di Napoli), Ivo Poggiani (presidente Municipio III) il direttore del Dipartimento dott. Maugieri, autorità civili, militari e rappresentanti delle associazioni e scuole.

##### Altri gruppi LGBT

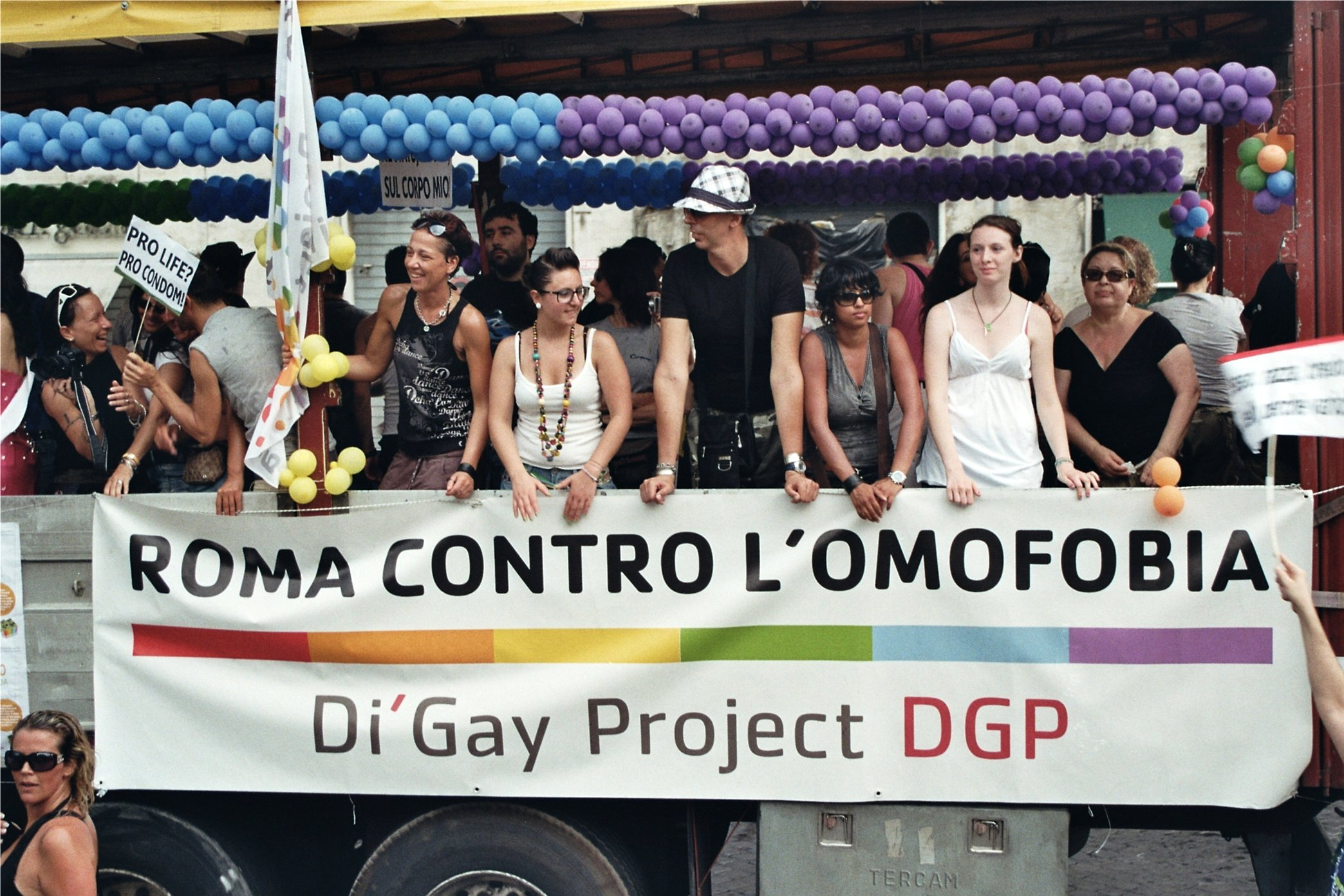
Carro dell'associazione Dì Gay Project al Roma Pride 2010

- Numerosi negli anni i gruppi e le associazioni promotrici di attività culturali, politiche e istituzionali legate al mondo LGBT. Tra le altre, Agedo (Associazione dei genitori di omosessuali), il MIT (Movimento identità trans), Azione Trans con sede a Roma, il Cassero a Bologna, Azione gay e lesbica a Firenze, DGP - Dì Gay Project a Roma (nato per iniziativa di Imma Battaglia dopo il suo abbandono del Circolo Mario Mieli), GayLib (associazione dei gay di destra) , Il Triangolo Silenzioso (associazione degli omosessuali non udenti).

##### Gruppi di gay credenti
Negli anni novanta nascono i primi gruppi di cattolici gay riuniti nel COCI, che naufraga dopo pochi anni per dissidi interni. Attualmente esistono una trentina di piccoli gruppi cristiani sparpagliati nella penisola; tra cui i gruppi cattolici diocesani di Torino e Vigevano, un gruppo parrocchiale a Pistoia e due gruppi di genitori con figli omosessuali a Parma e Reggio Emilia. A Roma e a Milano aveva sede la REFO - Rete evangelica fede e omosessualità, fondata nel 1998 e dormiente dal 2010. Il mondo evangelico in Italia è di fatto rappresentato solo dalle due comunità della MCC (Metropolitan Community Church) di Firenze e Lecco. L'Islam è invece rappresentato dal MOI - Musulmani Omosessuali in Italia.

#### Manifestazioni

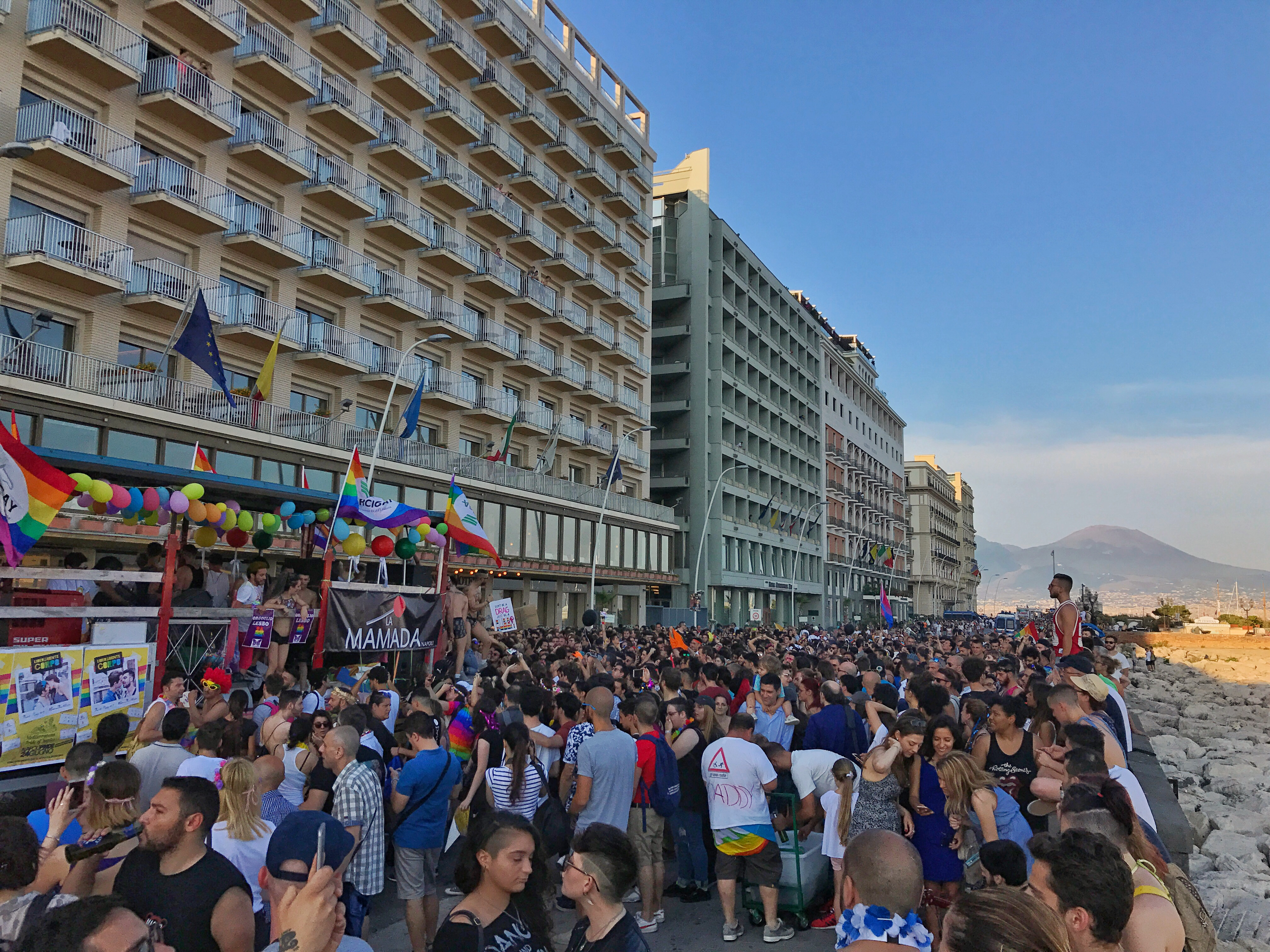
Il Napoli Gay Pride 2017, particolare del passaggio sul popolare lungomare di Via Caracciolo.

##### 1975: la "Marcia di liberazione sessuale" di Napoli
Nel settembre del 1975 si svolge a Napoli, in Piazza Dante, su iniziativa del "Fuori!" e del Partito Radicale, una delle prime manifestazioni pubbliche a sostegno del neonato movimento gay italiano: la "Marcia di liberazione sessuale".

##### 1983: le "Giornate dell'orgoglio omosessuale"
Il 17, 18 e 19 giugno del 1983, pochi mesi dopo la morte di Mario Mieli e la nascita del Circolo a lui dedicato, si tennero a Roma le "Giornate dell'orgoglio omosessuale", con il patrocinio del Comune di Roma.

##### 1994: il primo Gay Pride ufficiale
Il 28 giugno del 1994 si svolge a Roma il primo Gay Pride ufficiale in Italia, grazie ad un accordo fra l'associazione Arcigay e il Circolo di cultura omosessuale Mario Mieli. Ad organizzare l'evento Imma Battaglia, Vladimir Luxuria e Vanni Piccolo. Vi presero parte la parlamentare europea tedesca Claudia Roth, promotrice della risoluzione europea per i diritti degli omosessuali, diversi esponenti del Partito Radicale ed il sindaco di Roma Francesco Rutelli. La marcia si svolse sul Lungotevere e terminò a Piazza Farnese, dove si tennero gli interventi politici. Vide la partecipazione di oltre ventimila persone, oltre qualsiasi aspettativa.

##### 2000: ilWorld Gay Pridea Roma

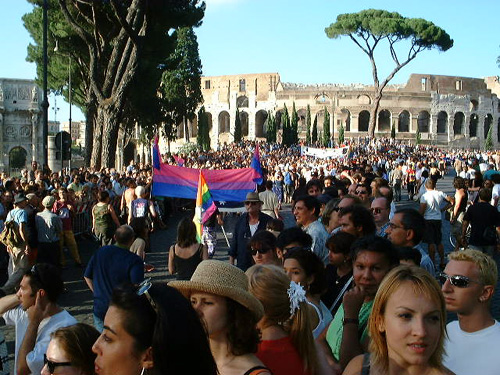
Il World Pride del 2000 a Roma

Nel 2000 a Roma si svolge la manifestazione internazionale dell'orgoglio gay (World Gay Pride), dal 1º al 9 di luglio. La candidatura di Roma era stata avanzata cinque anni prima dal Circolo Mario Mieli, dopo il suo ingresso nell'EPOA (European Pride Organisers Association), promossa dall'allora presidente Imma Battaglia che divenne anche organizzatrice del Pride. Si trasformò in breve in uno dei maggiori momenti di scontro tra la politica e il movimento omosessuale italiano, che salì alla ribalta della cronaca.
Dopo l'iniziale appoggio del Comune di Roma, che aveva stanziato un patrocinio di 300 milioni di lire, nacque una forte polemica politica. Le previsioni che volevano che oltre un milione di persone avrebbero partecipato alla manifestazione, provenienti da ogni parte del mondo, preoccuparono le gerarchie ecclesiastiche, in considerazione del fatto che contemporaneamente nella Città del Vaticano si stavano svolgendo le celebrazioni per il Giubileo. Il papa Giovanni Paolo II condannò esplicitamente la manifestazione dalla finestra di Piazza San Pietro. Immediate furono le reazioni del mondo politico. Il Presidente del Consiglio Giuliano Amato riferì in Parlamento sulla questione esprimendosi contro il World Pride (pur affermando l'impossibilità di impedirlo per il diritto a manifestare garantito "purtroppo"- come disse, scatenando ulteriori polemiche - dalla Costituzione).

L'allora Sindaco di Roma Francesco Rutelli ritirò il patrocinio che era stato concesso dal Comune. Molti esponenti politici rilasciarono dichiarazioni contrarie al World Pride. Il Presidente della Regione Lazio Francesco Storace chiese pubblicamente il rinvio della manifestazione. Il Ministro Alfonso Pecoraro Scanio minacciò le dimissioni nel caso in cui non si fosse riconosciuto il diritto di manifestare alla comunità omosessuale. L'onorevole Nichi Vendola dichiarò : 
Nonostante il ritiro del patrocinio e l'opposizione della Chiesa, il World Gay Pride si svolse regolarmente e il corteo finale vide la partecipazione di oltre settecentomila persone. Alla manifestazione si esibirono Gloria Gaynor, Grace Jones, i Village People, RuPaul, Geri Halliwell, Marc Almond e Romina Johnson.

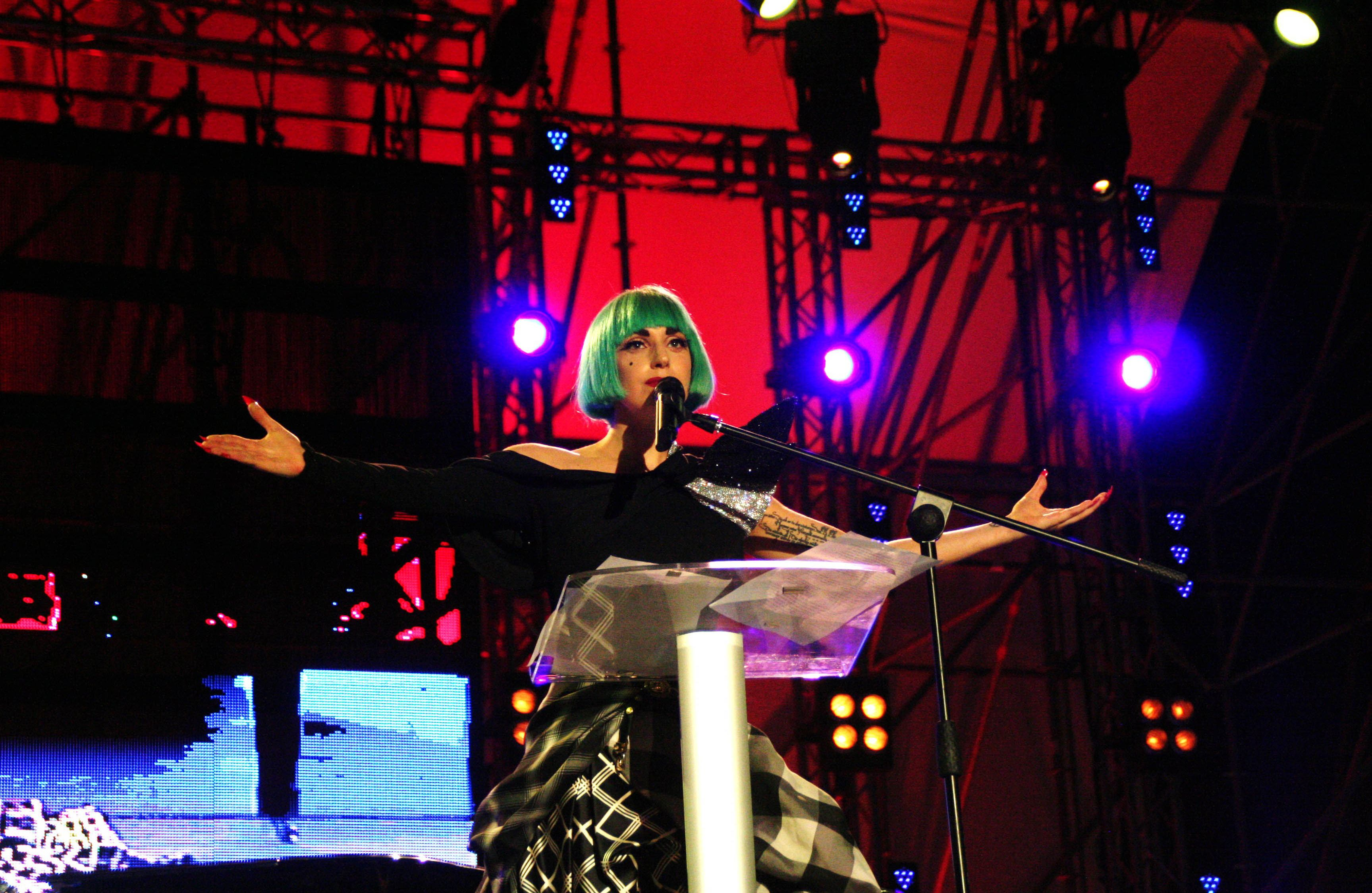
Lady Gaga durante il discorso dal palco dell'Europride di Roma del 2011.

Il taglio del nastro da parte della madrina della manifestazione, Maria Grazia Cucinotta, venne mandato in onda in diretta dal TG1 diretto da Gad Lerner (che verrà rimosso dall'incarico pochi giorni dopo).

##### 2011: Roma Europride
Nel 2011 Roma ospita dal 1° al 12 giugno la manifestazione europea dell'orgoglio gay, chiamata Europride, che vede la partecipazione di circa 1.000.000 di persone. Diversamente da quanto accaduto nel 2000, la manifestazione ottiene il patrocinio del Comune di Roma. Importanti esponenti del mondo della cultura, dello spettacolo e della politica danno la loro adesione alla manifestazione (Luciana Littizzetto, Maurizio Costanzo, Luca Argentero, Carmen Consoli, Fiorella Mannoia, Nichi Vendola, Glauco Mauri, Antonio Di Pietro, il Trio Medusa, Claudio Bisio, Paola Cortellesi, Leo Gullotta ed altri, fino al sindaco della Capitale Gianni Alemanno), che diventa la più importante occasione per il movimento LGBT italiano dal World Pride del 2000. A Roma, a Piazza Vittorio Emanuele II, viene allestito il Pride Park, che diventa luogo di dibattiti ed eventi culturali e di spettacolo. Madrina dell'evento è l'attrice Claudia Gerini. A concludere la manifestazione, l'intervento di Lady Gaga dal palco del Circo Massimo a sostegno delle lotte del movimento con un lungo discorso e con un concerto durante il quale canta Born this way e The Edge of Glory.

### Principali esponenti del movimento LGBTQI italiano

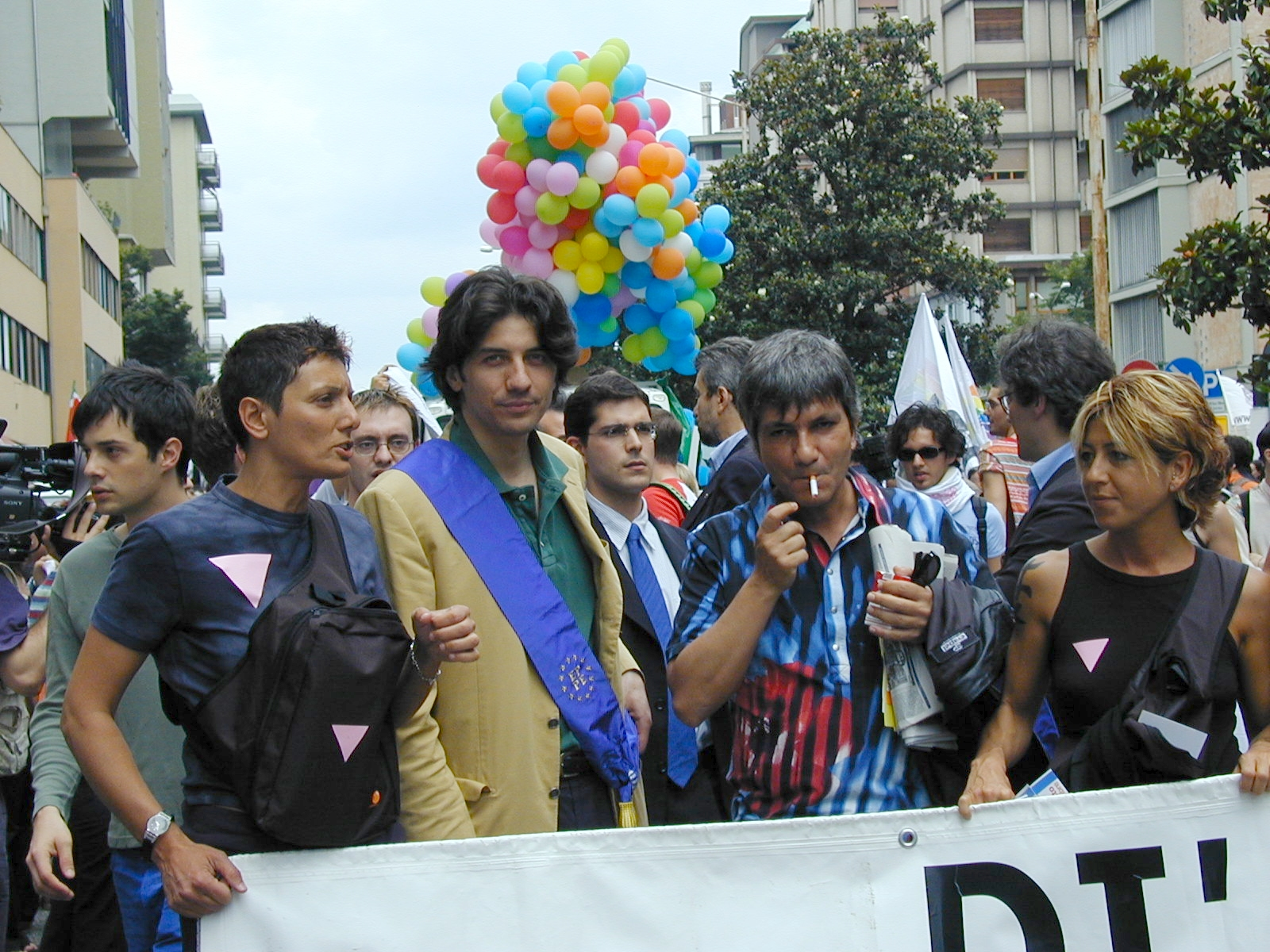
Padova Pride 2002. Da sinistra: Imma Battaglia, Marco Cappato, Daniele Capezzone, Nichi Vendola

- Massimo Consoli: fondatore nel 1963 di ROMA-1 (Rivolta Omosessuale Maschi Anarchici - prima fase), la prima associazione omosessuale italiana, divenuta nel 1972 R.O. - Rivolta omosessuale. Autore di una quarantina di volumi, tra testi autografi e traduzioni, è uno dei principali studiosi di storia dell'omosessualità. Nel corso della sua vita ha raccolto un archivio internazionale sull'omosessualità, oggi custodito presso l'Archivio di Stato italiano a Roma. Vi sono contenuti gli originali di articoli, studi, corrispondenze circa le origini del movimento gay raccolti a partire dal 1959 in poi, oltre a migliaia di libri sull'omosessualità.
- Mario Mieli: autore del testo alla base degli studi queer in Italia Elementi di critica omosessuale; fu uno dei primi a contestare apertamente le categorie di genere vestendosi sempre al femminile. Muore suicida l'anno della fondazione del circolo culturale a lui dedicato.
- Angelo Pezzana: ex deputato, primo dichiaratamente omosessuale, fondatore nel 1970 del movimento Fuori! (Fronte Unitario Omosessuale Rivoluzionario Italiano) e coordinatore della rivista omonima, è autore di diverse opere letterarie sui temi LGBT.
- Franco Grillini: tra i fondatori, primo Segretario e Presidente onorario dell'Arcigay, fu il primo deputato dichiaratamente omosessuale (XV e XIV legislatura) e il primo a portare in commissione giustizia una proposta per il riconoscimento delle unioni tra persone dello stesso sesso (i PACS, nel 2004).
- Marcella Di Folco: prima presidente del Movimento Identità Trans e Vicepresidente dell'Osservatorio Nazionale sull'Identità di Genere (ONIG). Artista militante, è diventata una delle prime donne transessuali della scena pubblica italiana, lavorando negli anni sessanta e settanta come attrice per Fellini, Rossellini e Risi.
- Imma Battaglia: Presidente del Circolo Mario Mieli dal 1995 al 2000, tra gli organizzatori del primo Gay Pride italiano e organizzatrice del World Pride di Roma del 2000; attuale presidente dell'associazione Dì Gay Project, ha ideato il Gay Village, importante evento dell'estate romana.
- Titti De Simone: prima Presidente di ArciLesbica nazionale dal 1996 al 2001, fra le promotrici del World Pride del 2000 a Roma, ex deputata, è stata la prima lesbica dichiarata eletta al Parlamento italiano nel 2001.
- Vladimir Luxuria: deputata della XV legislatura per Rifondazione Comunista, attivista a partire dalla metà degli anni ottanta, è stata l'ideatrice delle serate Muccassassina per l'autofinanziamento del Circolo Mario Mieli nonché direttrice artistica delle stesse per dieci anni. Tra gli organizzatori e front woman del primo Gay Pride italiano ufficiale del 1994; artista militante.
- Rosario Crocetta attivista ed esponente lgbt, ex sindaco di Gela e presidente della Regione Siciliana dal 2012 al 2017.
- Nichi Vendola: ex deputato, ex presidente della Regione Puglia, ha militato nel movimento LGBT romano per tutti gli anni novanta, vicino al Circolo Mario Mieli. Come deputato, è stato un sostenitore delle cause del movimento.
- Anna Paola Concia: deputata del Partito Democratico della XVI legislatura e attivista LGBT, relatrice della prima proposta di legge contro l'omofobia.
- Ivan Scalfarotto: attivista LGBT, deputato e vicepresidente del Partito Democratico.
- Gianpaolo Silvestri: ex senatore della XV legislatura e attivista LGBT, tra i fondatori di Arcigay.
- Aurelio Mancuso: giornalista, attivista LGBT, presidente e fondatore di Equality Italia già segretario e presidente nazionale di Arcigay dal 2002 al 2010.
- Alessio De Giorgi: imprenditore toscano, giornalista direttore di Gay.it
- Alessandro Zan: deputato della XVII legislatura di Sel, esponente dalla comunità LGBT, noto soprattutto per aver promosso ed ottenuto il primo registro anagrafico italiano delle coppie di fatto, aperto sia alle coppie omosessuali che eterosessuali quand'era assessore a Padova.
- Sergio Lo Giudice: senatore della XVII legislatura del PD, Presidente nazionale di Arcigay dal 1998 al 2007 e attualmente Presidente onorario.
- La Delfa Giuseppina, cofondatrice dell'associazione Famiglie arcobaleno. Presidente nazionale dell'associazione dal 2005 all'ottobre 2015. Membro del direttivo del NELFA la rete europea delle associazioni di genitori omosessuali.
- Carlo Cremona - Fondatore dell'associazione di promozione Sociale i Ken O.N.L.U.S. - Portavoce Napoli Pride 2010 ( Manifestazione Nazionale) ideatore di omovies film festival, corAcor - Napoli Rainbow Choir , Rainbow Center Napoli e della squadra Volley Napoli Rainbow

### Il movimento transessuale

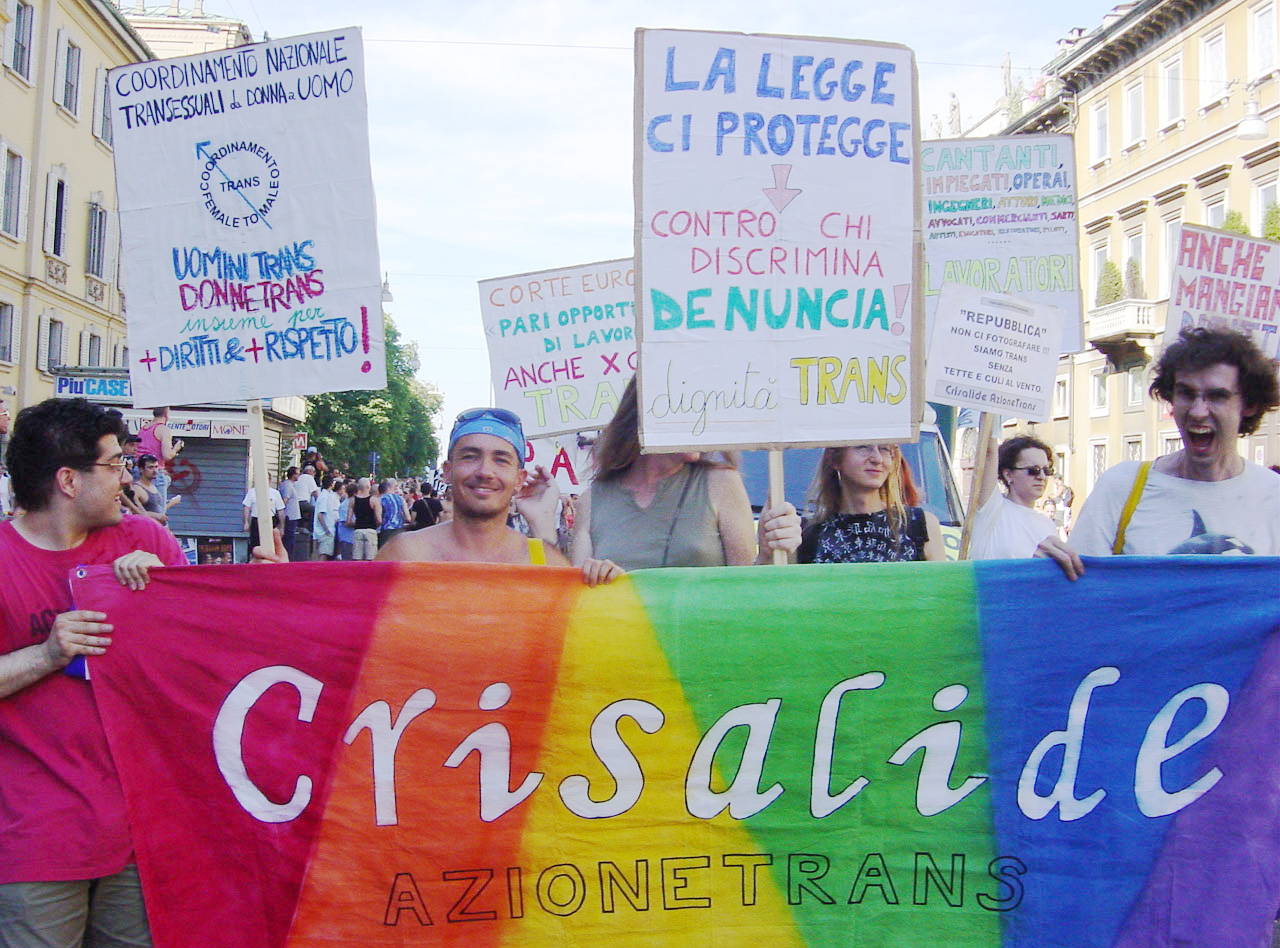
Un gruppo di Crisalide azione trans sfila alla parata del Pride di Milano del 2004

La realtà transessuale in Italia era conosciuta già negli anni cinquanta. Nel mondo del cinema e dello spettacolo erano diversi gli artisti che si distinguevano con ruoli transgender, il più famoso fu Dominot, tra gli altri, anche donne transessuali. Giò Stajano, nata Gioacchino Stajano Starace, pittrice e attrice, è una delle protagoniste degli anni cinquanta della dolce vita a Roma, e prende parte al film di Fellini, in un ruolo maschile. Pubblica nel 1959 "Roma capovolta", primo libro a raccontare la realtà omosessuale italiana di quegli anni, sebbene sequestrato pochi mesi dopo l'uscita. Sempre Fellini darà notorietà a Marcella Di Folco, che recita in Fellini Satyricon, in Amarcord, in La città delle donne e in Roma. Contemporaneamente si fa strada in teatro la cantante transgender Giorgia O'Brien.
La realtà della società civile era invece molto differente. Nel 1968 Romina Cecconi, detta "la Romanina", prima transessuale operata in Italia, viene inviata al confino in un paesino del Foggiano, Volturino, perché considerata socialmente pericolosa. I transessuali vivono una realtà in cui non hanno nessuna possibilità di trovare lavoro e condurre una vita serena. La figura della transessuale viene comunemente associata nei mass media e nella cultura popolare italiana agli ambienti della prostituzione.
Il movimento transessuale nasce ufficialmente nel 1979, quando in un'affollata piscina comunale di Milano alcune transessuali inscenano una clamorosa protesta. Si tolgono il reggiseno con lo slogan “la nostra identità femminile non è riconosciuta e noi indossiamo il costume da uomo”. Da quella protesta nasce il Movimento Identità Trans (MIT). Inizia la battaglia per il diritto alla vita dei transessuali. Nel 1982, grazie anche all'interessamento del Partito Radicale, in Italia viene approvata la legge che permette la riassegnazione chirurgica del sesso a carico del Sistema Sanitario Nazionale. Nel 1995 Marcella Di Folco viene eletta Presidente del MIT, e nel 1997 Nasce l'O. N. I.G. (Osservatorio Nazionale Identità di Genere). Nello stesso anno la Di Folco, eletta consigliere comunale di Bologna, è la prima persona al mondo sottopostasi all'operazione di cambio del sesso ad ottenere una carica pubblica.
Il nuovo millennio vede in Italia, nel 2006, l'elezione della prima persona transessuale in un Parlamento in Europa, Vladimir Luxuria.

### Periodici del movimento di liberazione omosessuale in Italia
- Fuori!
La rivista del movimento omonimo viene pubblicata dal 1972 fino al 1982, con periodicità varia: nata come mensile, dal 1973 diventa per ragioni finanziarie un quadrimestrale. In dieci anni i numeri sono stati solo trentadue. I componenti del comitato di redazione di questo periodico erano, tra gli altri, Angelo Pezzana, Mario Mieli, Alfredo Cohen, Stefania Sala e Maria Silvia Spolato. La rivista era rigorosamente "NO COPYRIGHT". Coordinatore ne era Angelo Pezzana, mentre il direttore responsabile era Marcello Baraghini.
- Babilonia
- Pride
- Aut

### I pride
In Italia, la prima marcia dell'orgoglio vera e propria si svolge nel 1994, a Roma, organizzato dal Circolo di cultura omosessuale Mario Mieli. Una delle organizzatrici fu Vladimir Luxuria, che fu inoltre front woman della manifestazione. La marcia, andando oltre le aspettative, vide la partecipazione di oltre diecimila persone. Vi presero parte esponenti del Partito Radicale, tra cui il futuro sindaco di Roma Francesco Rutelli.
Nel 2000, dal 1º al 9 luglio, si svolge a Roma il World Gay Pride, la manifestazione internazionale dell'orgoglio gay. L'evento, cui presero parte molti personaggi noti anche internazionali (tra cui Gloria Gaynor, i Village People, RuPaul e Geri Halliwell), vide la partecipazione di oltre cinquecentomila persone. Promorice e poi organizzatrice fu Imma Battaglia, allora Presidente del Circolo Mario Mieli.

## Galleria di esponenti del movimento omosessuale

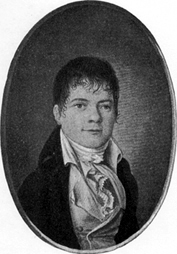
Lo scrittore svizzero Heinrich Hössli (1784-1864), il primo militante omosessuale, da giovane (inizio del XIX secolo).
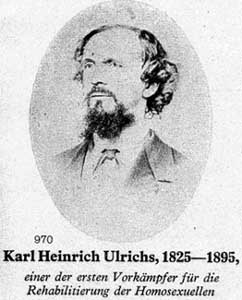
Karl Heinrich Ulrichs, il primo militante di epoca storica. Fu l'inventore del concetto di Uranismo o Terzo sesso.
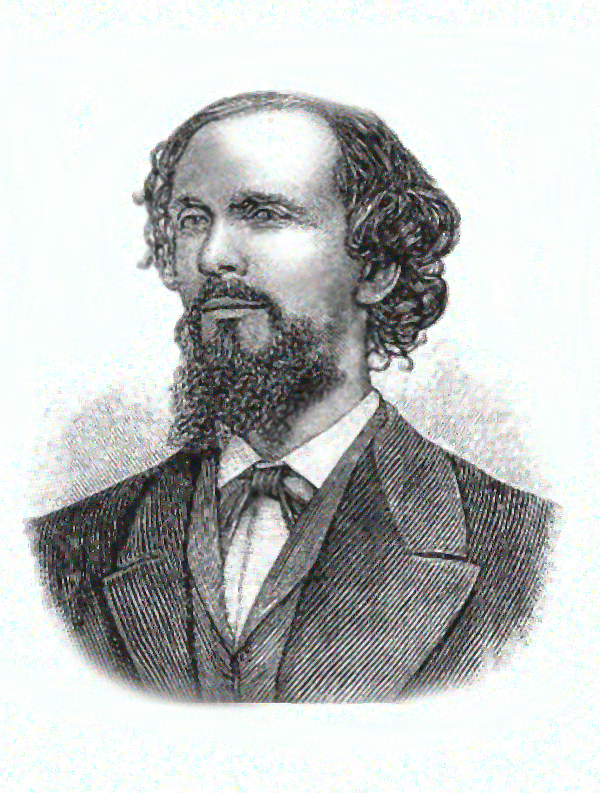
Karl Heinrich Ulrichs (1825-1895).
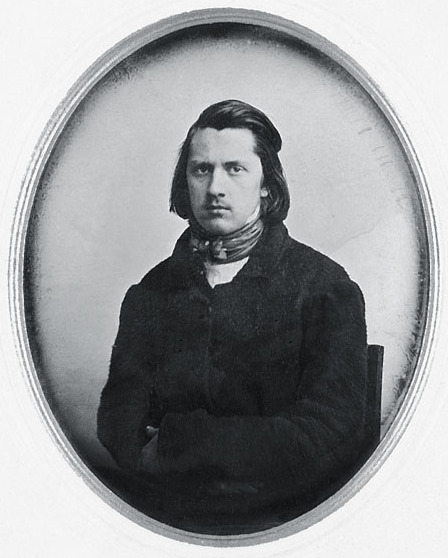
Karl-Maria Kertbeny, letterato, primo ad aver usato il termine "omosessualità".
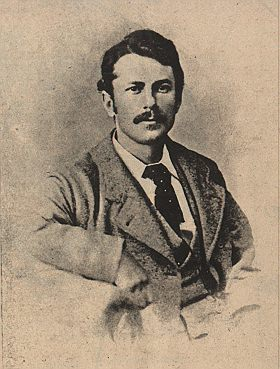
Edward Carpenter, letterato e militante inglese, nel 1875. in Homogenic love and its place in a free society fa una storia dell'omosessualità e ne esamina le implicazioni mediche e sociologiche, arrivando a concludere che l'omosessuale ha un ruolo preciso e positivo nella società.
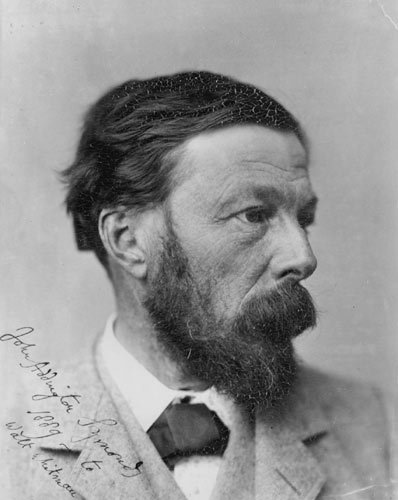
John Addington Symonds, letterato, con Carpenter fondò il movimento omosessuale nel Regno Unito. Autore di due libretti sull'omosessualità, A problem in Greek ethics e A problem in modern ethics, la sua tomba nel cimitero acattolico di Roma è oggetto di commemorazione[76] da parte dei militanti del movimento gay.
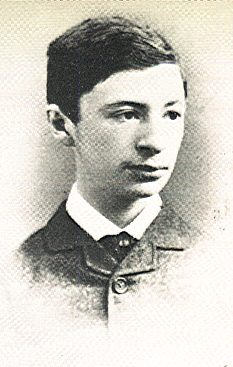
Marc André Raffalovich, scrittore e poeta, autore di "Uranismo ed unisessualità: studio sulle diverse manifestazioni dell'istinto sessuale", il suo salone a Londra era frequentato tra l'altro da Oscar Wilde. Al suo compagno, John Gray, si ispira il personaggio protagonista de Il ritratto di Dorian Gray.
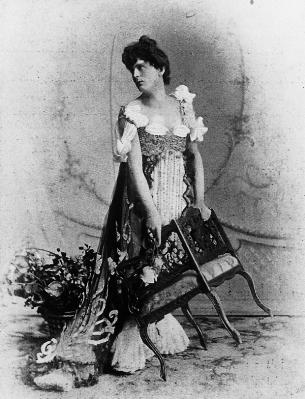
Il barone Hermann von Teschenberg, cofondatore del WHK, in abiti femminili.
Aldo Mieli, fondatore nel 1922 della "Rassegna di studi sessuali". Fu l'unico italiano ad aver partecipato nel 1921 al Congresso internazionale per la riforma sessuale organizzato dal WHK.
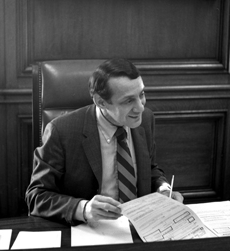
Harvey Milk, militante, primo omosessuale dichiarato componente delle istituzioni americane. Fu assassinato nel 1978. A lui è dedicato il film Milk con Sean Penn.
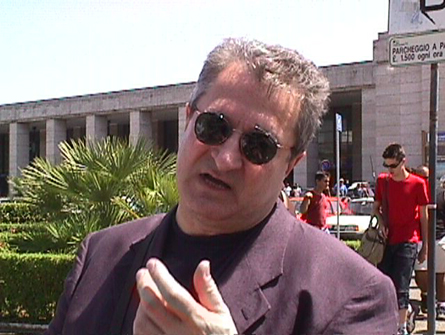
Angelo Pezzana, tra i fondatori del Fuori!.
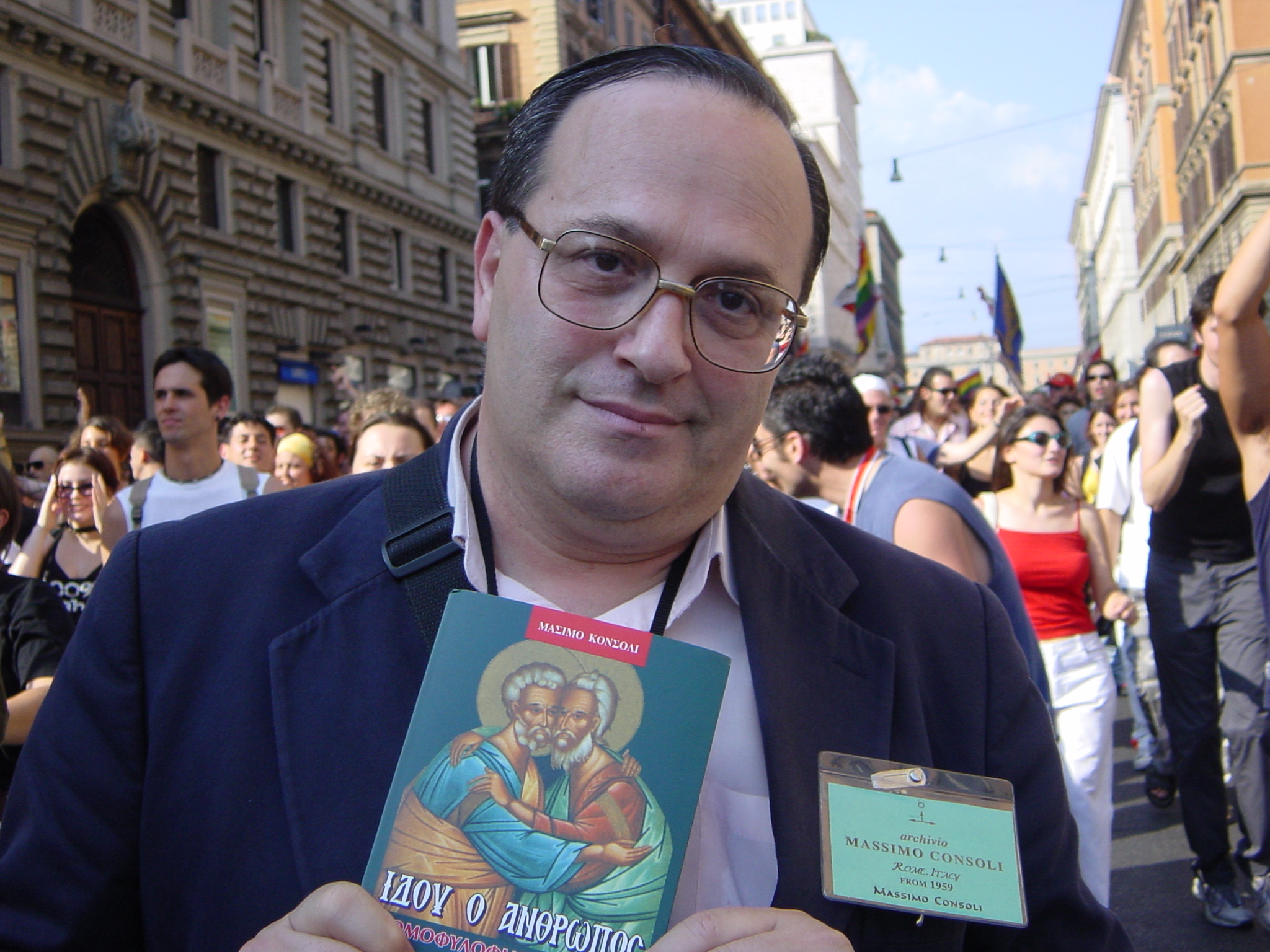
Massimo Consoli. Fondatore del primo gruppo gay italiano, ROMA-1, nel corso della sua pluridecennale attività ha raccolto un archivio internazionale sull'omosessualità, oggi custodito presso l'Archivio di Stato italiano a Roma.
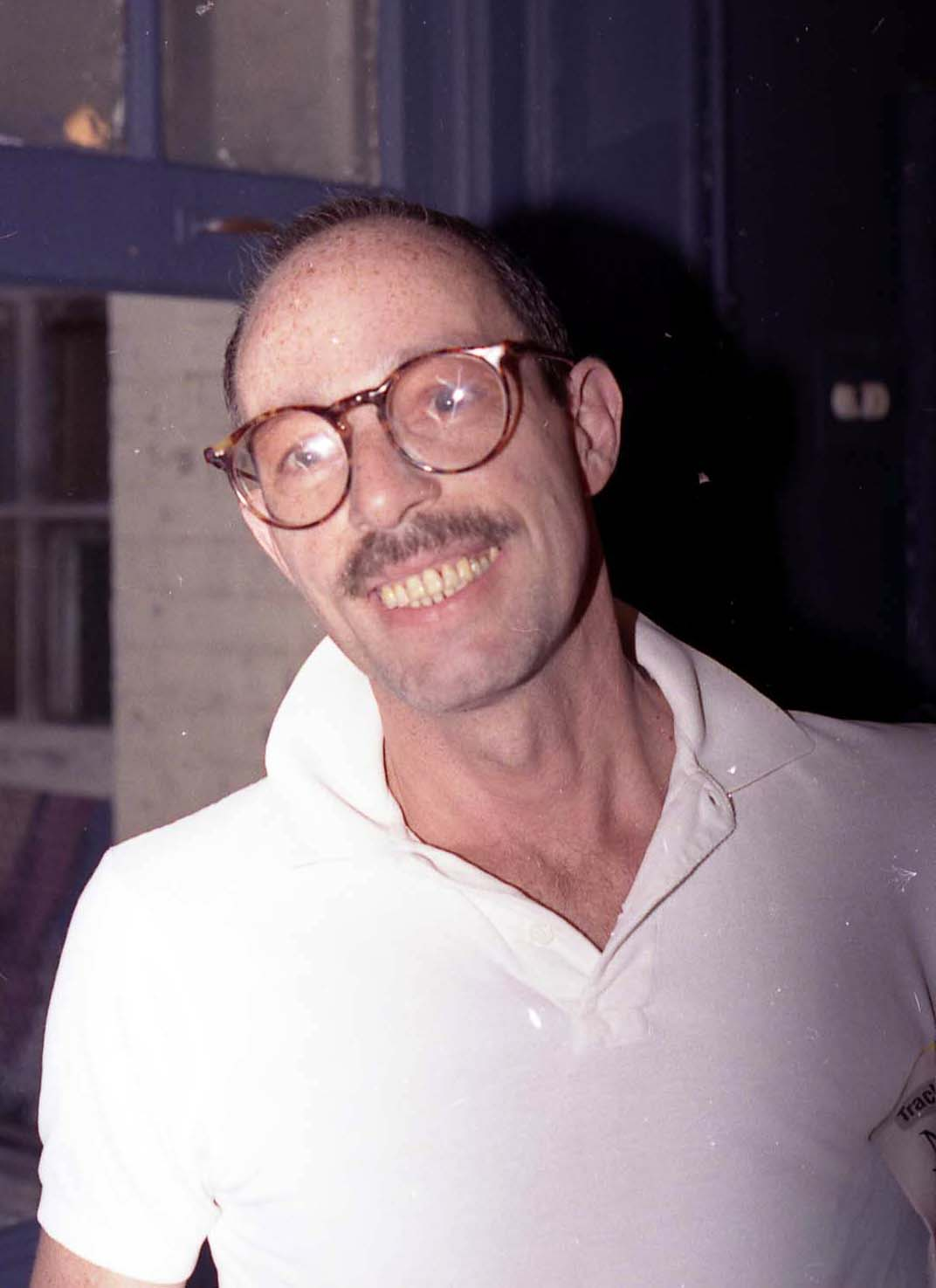
Vito Russo, leader del movimento gay statunitense, creatore del Gay and Lesbian Alliance Against Defamation (GLAAD), un gruppo che si occupa di monitorare la rappresentazione delle persone LGBT nei media.
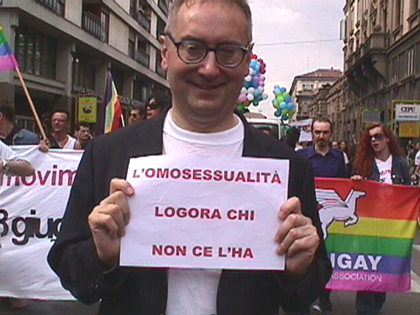
Franco Grillini, primo segretario e presidente onorario di Arcigay.
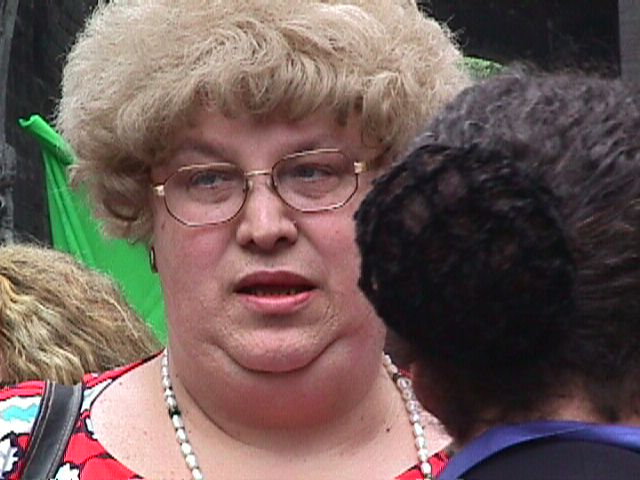
Marcella Di Folco, prima Presidente del Movimento Identità Trans.
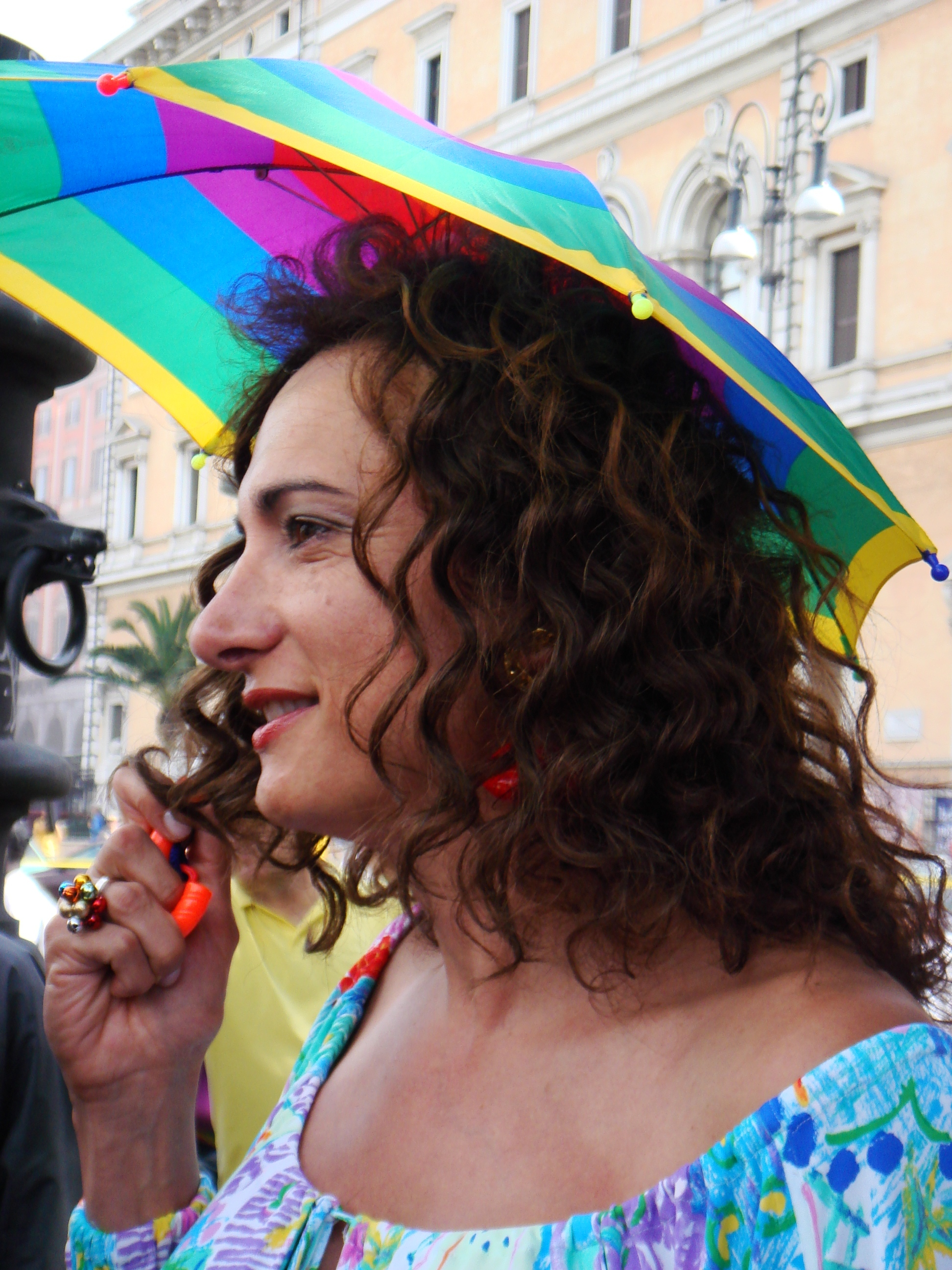
Vladimir Luxuria al Roma Pride 2008. Entrata a far parte del Circolo Mario Mieli alla fine degli anni ottanta, è ideatrice delle serate Muccassassina. Prima donna transgender eletta in un Parlamento europeo.